# Musée des Arts et Métiers
Pour les articles homonymes, voir Arts et métiers et CNAM.
Le musée des Arts et Métiers est un musée des sciences et des technologies, du Conservatoire national des arts et métiers, dans le 3e arrondissement de Paris. Labellisé « Musée de France » en 2002, c’est un musée de l'État placé sous la tutelle du ministère de l'Enseignement supérieur et de la Recherche.
Fondé en 1794 sur une proposition de l’abbé Grégoire à la Convention nationale, le Conservatoire des arts et métiers était à l’origine un établissement destiné à former des techniciens et des ingénieurs à l’aide de démonstrations réalisées à partir d’objets scientifiques et techniques. Si le Cnam est aujourd’hui un grand établissement d’enseignement supérieur et de recherche, son musée conserve l’ensemble des machines, modèles, dessins qui ont été utilisés tout au long des XIXe et XXe siècles. Il poursuit l’enrichissement de ses collections, notamment avec la Mission nationale pour la sauvegarde du patrimoine scientifique et technique contemporain, qui lui a été confiée depuis 2003 par le ministère de l’Enseignement supérieur et de la Recherche.
Ce site est desservi par la station de métro Arts et Métiers. La station a été aménagée en 1994, à l'occasion du bicentenaire du Conservatoire, comme une introduction au musée, par le dessinateur belge François Schuiten.

## Le bâtiment
Le musée des Arts et Métiers est installé dans les bâtiments de l’ancien Prieuré royal Saint-Martin-des-Champs. Nationalisé en novembre 1789, cet ensemble architectural considérable a été affecté au Conservatoire en 1798. Le musée occupe les corps de bâtiments où étaient logés les moines de l’ancienne communauté religieuse ainsi que l’ancienne église prieurale.

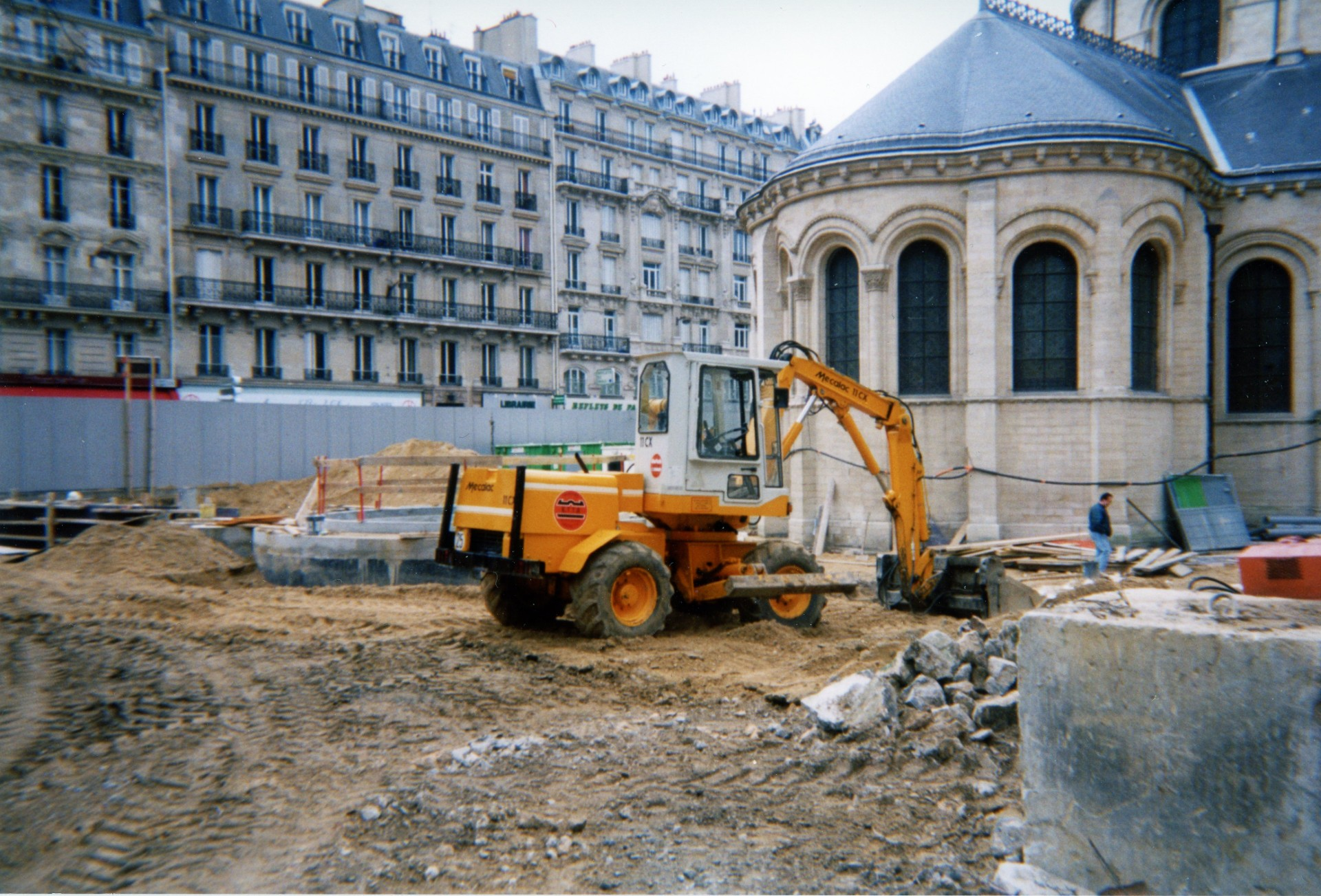
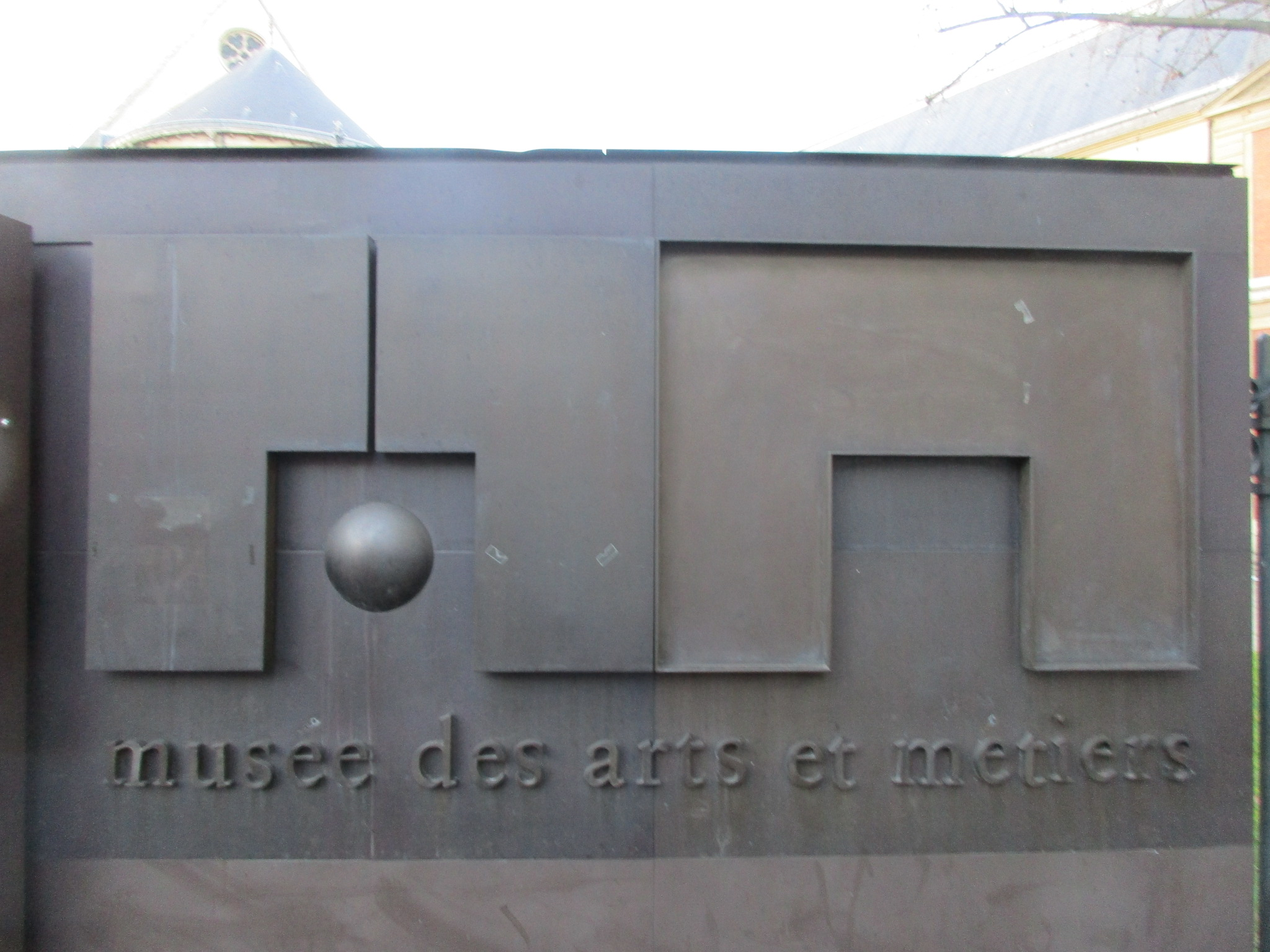
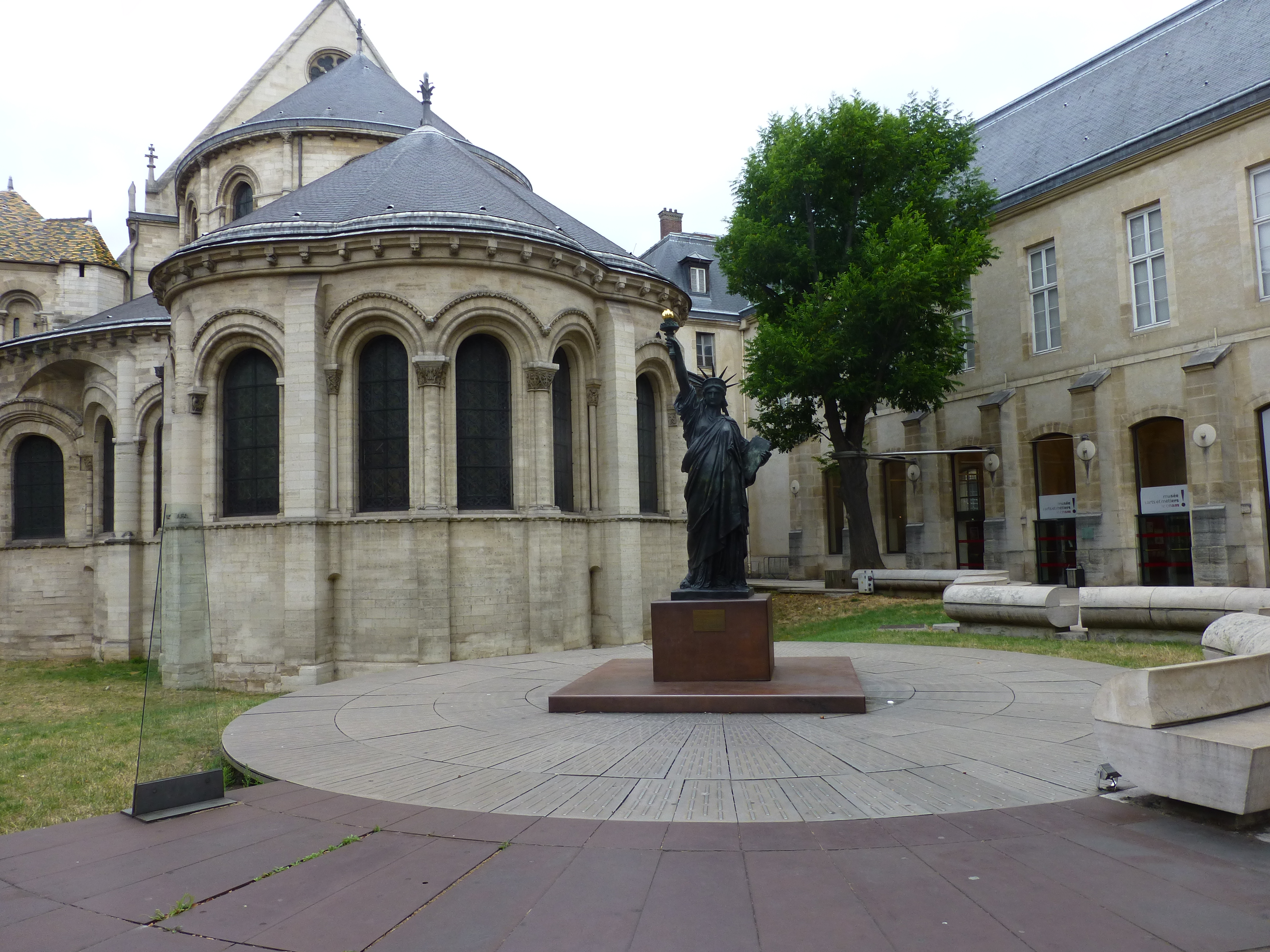
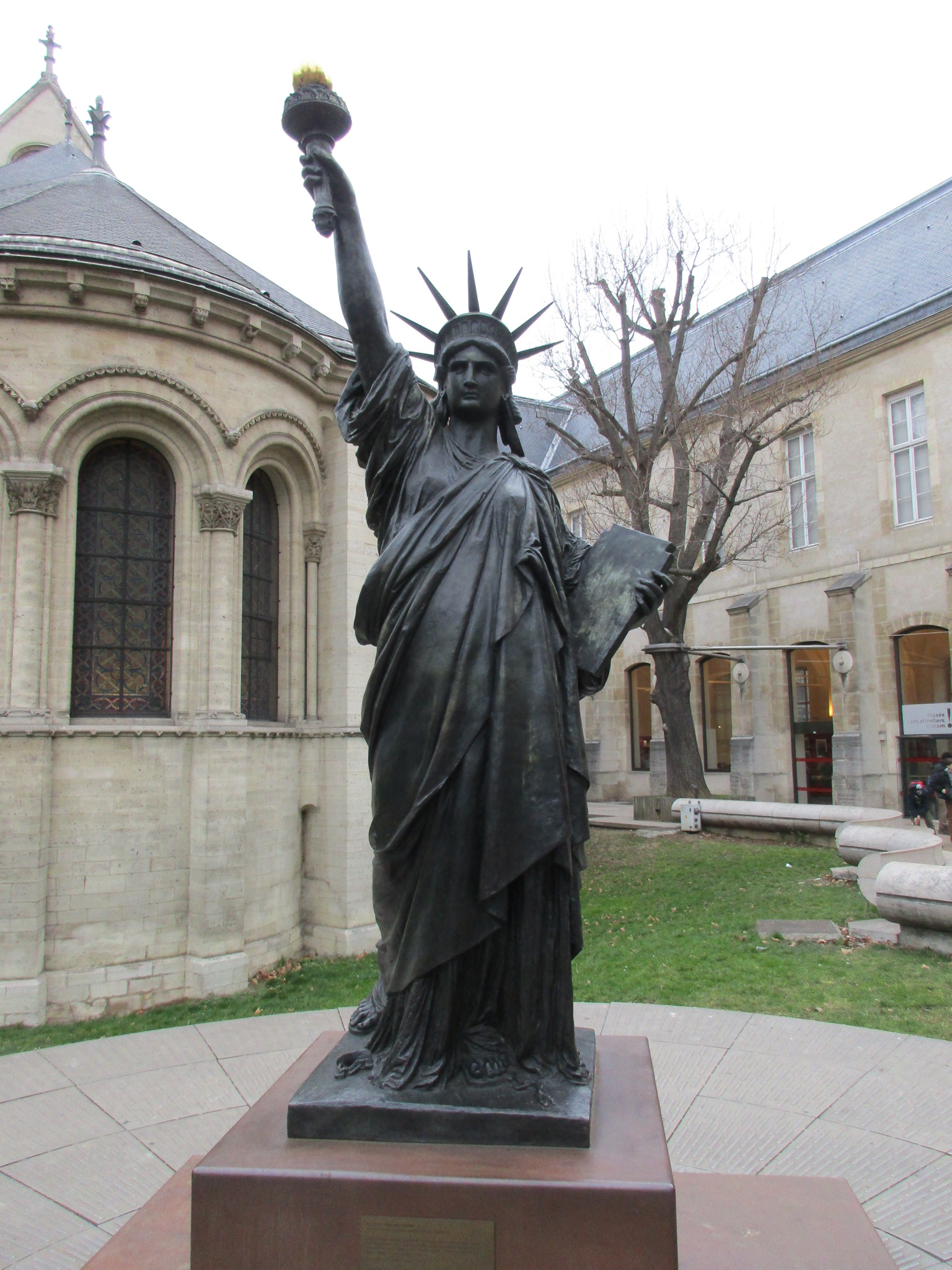
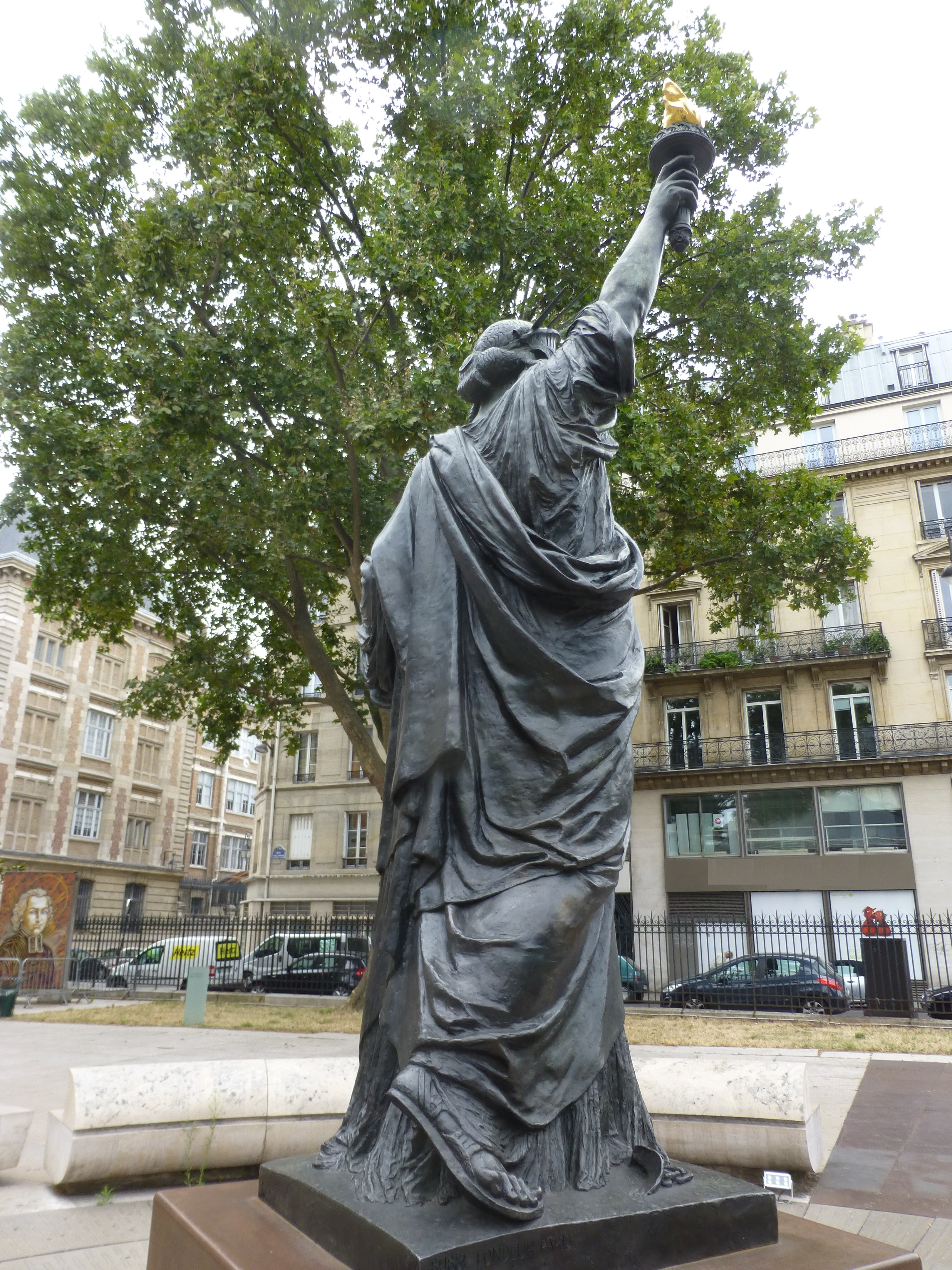

L’ensemble a été largement réaménagé sous la monarchie de Juillet et sous le Second Empire, sous la direction de l’architecte Léon Vaudoyer. Un décor néogothique habille ainsi la nef et le chœur de l’ancienne église. Les anciens bâtiments (antérieurs au XXe siècle) sont classés au titre des monuments historiques depuis le 15 mars 1993.
De 1994 à 1999, le musée est entièrement rénové dans le cadre des Grands Travaux de l'Etat.

## Les collections

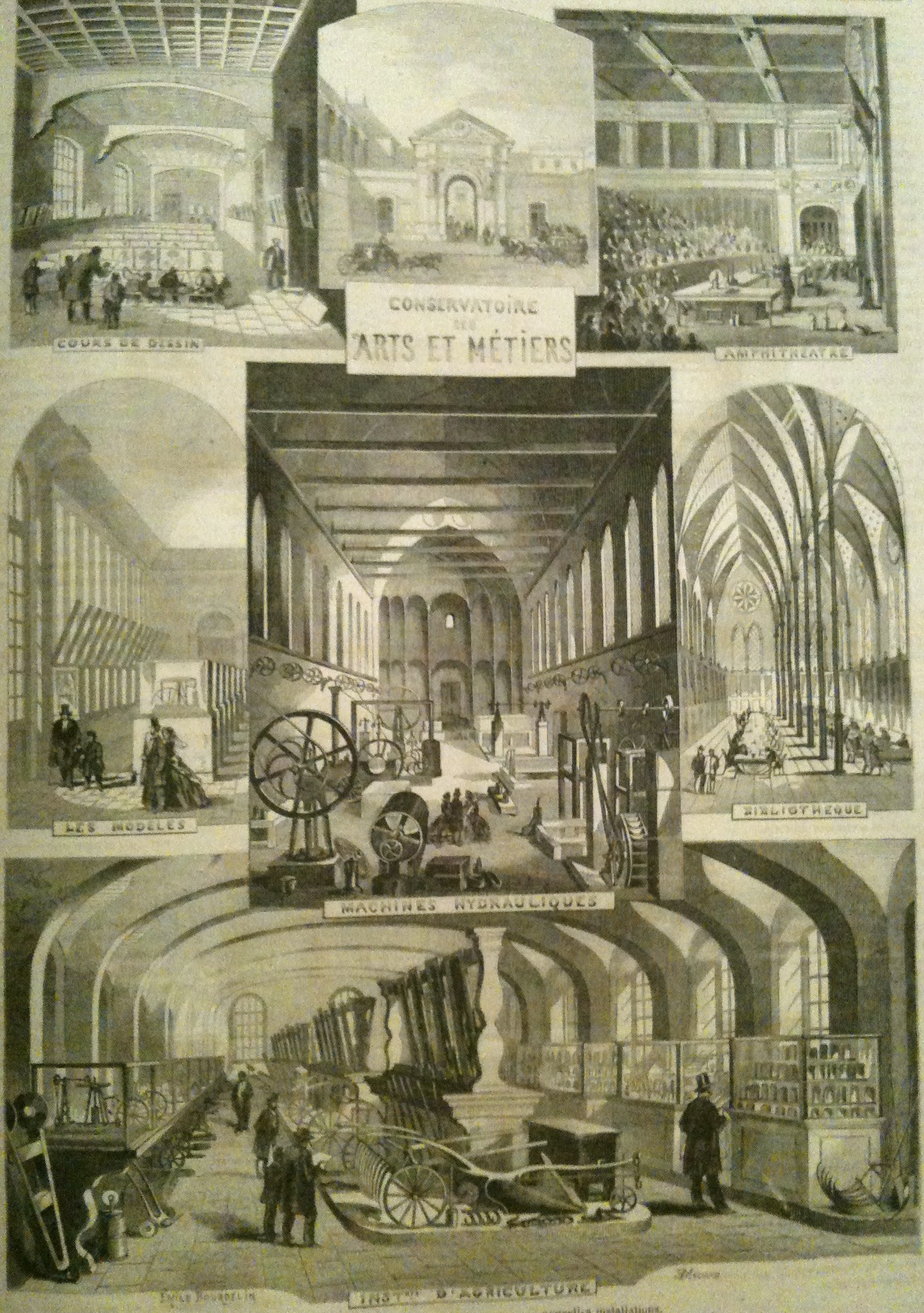
Présentation des nouvelles salles en 1863 (le Monde illustré).

Les collections du musée des Arts et Métiers comptent actuellement près de 46 000 numéros d’inventaire. Cela regroupe environ 80 000 objets (dont 20 000 photographies) et 15 000 dessins techniques formant le « portefeuille industriel ». Seuls environ 2 500 objets sont présentés dans les galeries du musée, à Paris, le reste étant conservé dans des locaux spécialement aménagés et répondant aux normes de conservation préventive, à Saint-Denis.
Les premières collections ont été réunies à l’initiative du mécanicien français Jacques de Vaucanson. En 1752, ce dernier installe à l’hôtel de Mortagne, rue de Charonne à Paris, un cabinet de mécanique où il donne des démonstrations, notamment avec les objets qu’il a conçus et construits, comme les automates. Certains d’entre eux, comme le moulin à organsiner la soie ou le métier à tisser les étoffes façonnées, sont parmi les plus anciens dans les collections du musée des Arts et Métiers. Afin de favoriser la diffusion des savoirs techniques autrefois réservés à une élite et diffusés par le biais des corporations et métiers, la Révolution va chercher à mettre à la disposition de tous les citoyens des collections scientifiques et techniques. Après le Muséum national d'histoire naturelle, formé à partir de l’ancien Jardin du Roi, le Conservatoire des arts et métiers va réunir les collections de cabinets de physique d’aristocrates ou de l’ancienne Académie royale des sciences.
Claude-Pierre Molard, qui avait été démonstrateur puis conservateur du prestigieux cabinet de Vaucanson, légué au roi en 1782, devient le premier administrateur du Conservatoire.

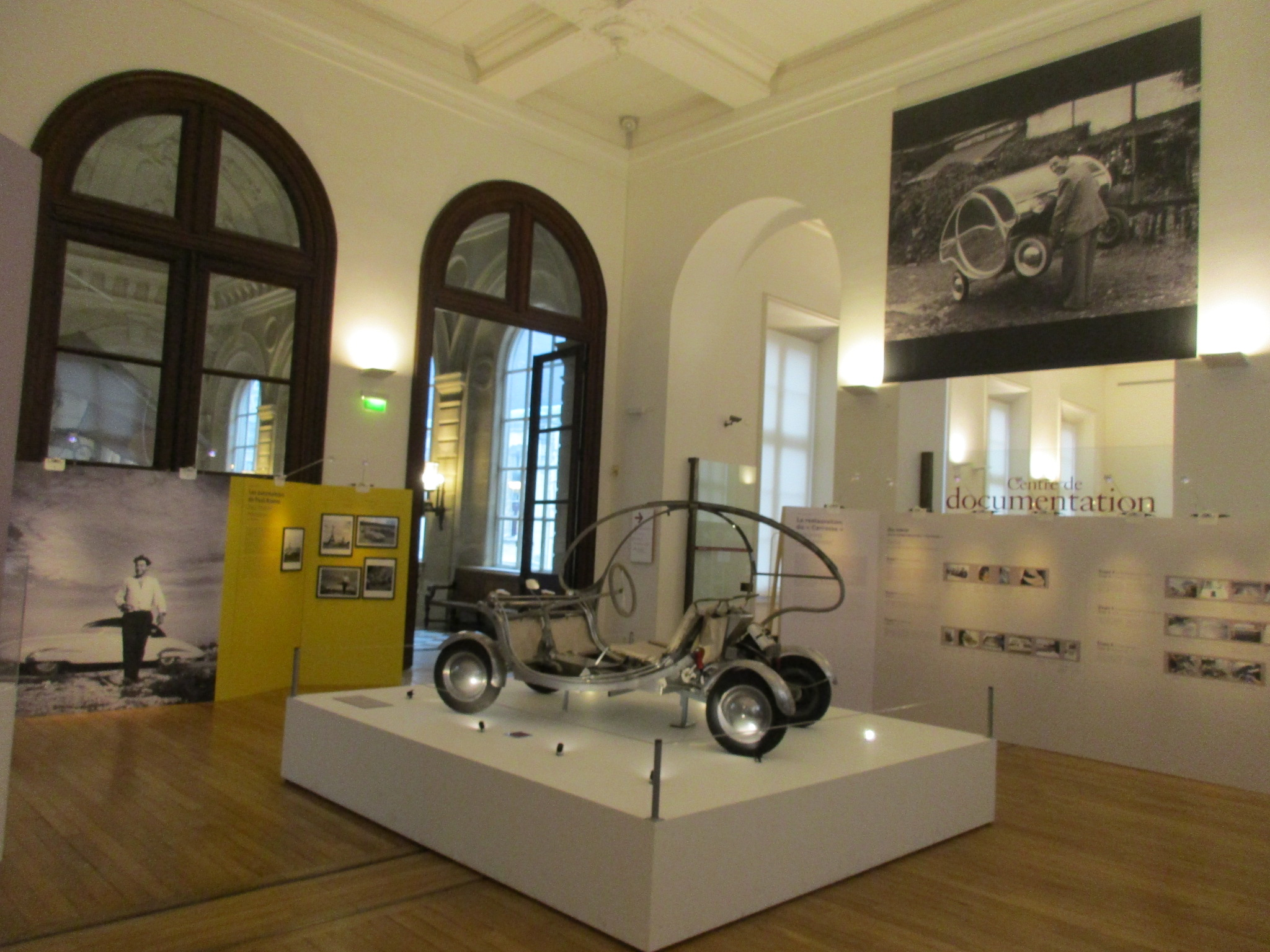
Automobile Le Carrosse, de Paul Arzens.
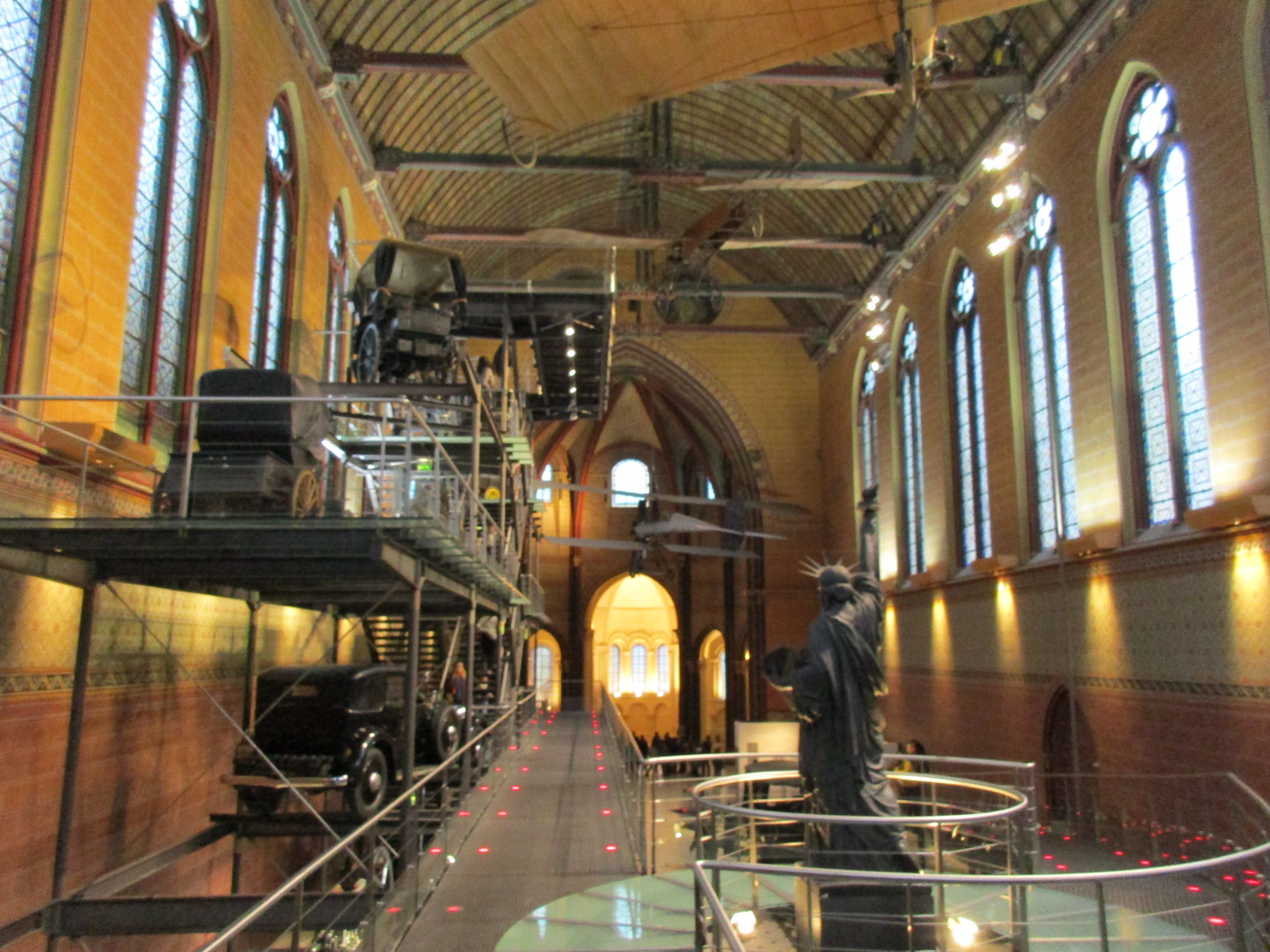
Ancienne église de Saint-Martin-des-Champs.
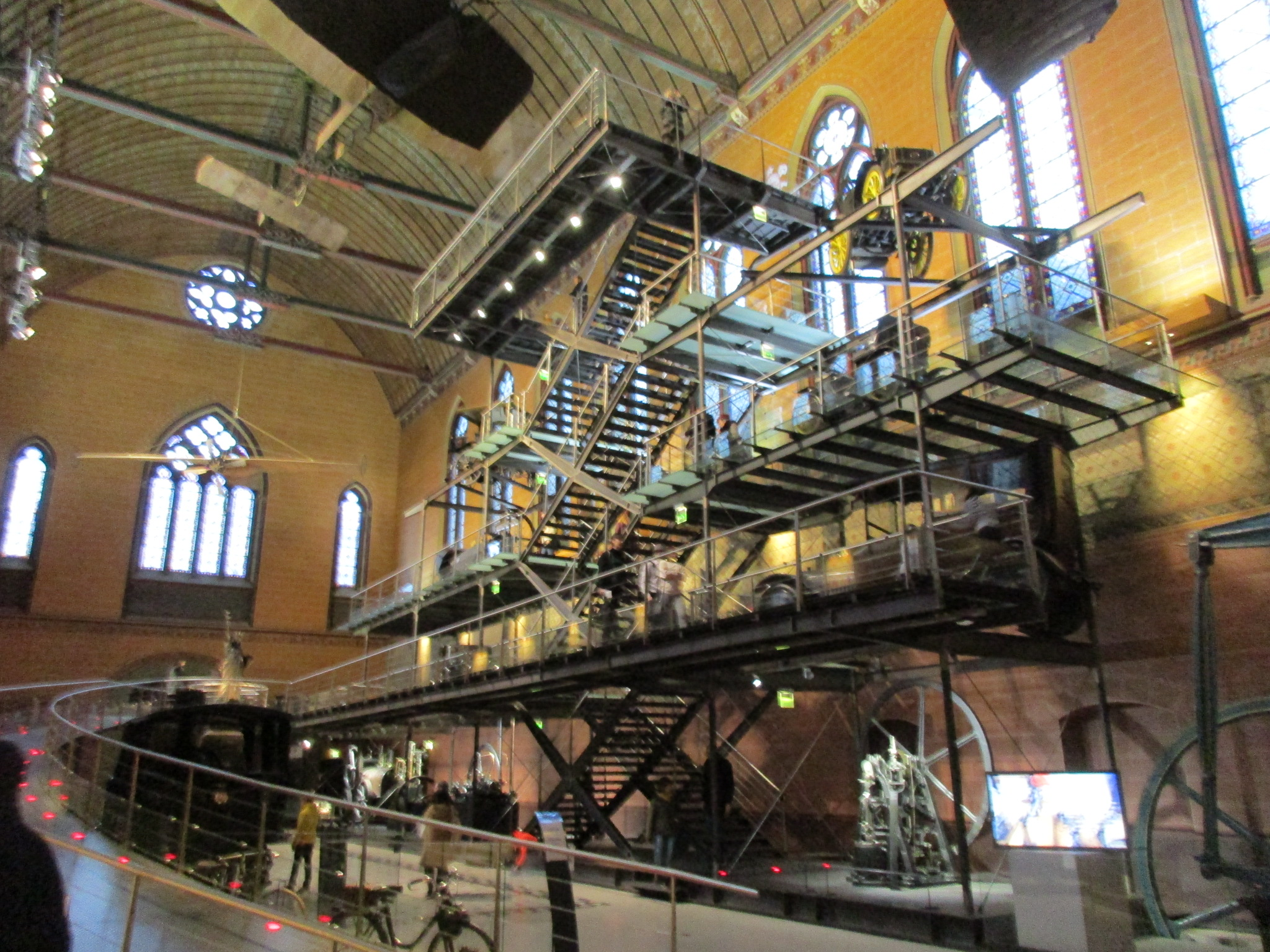
Ancienne église de Saint-Martin-des-Champs.
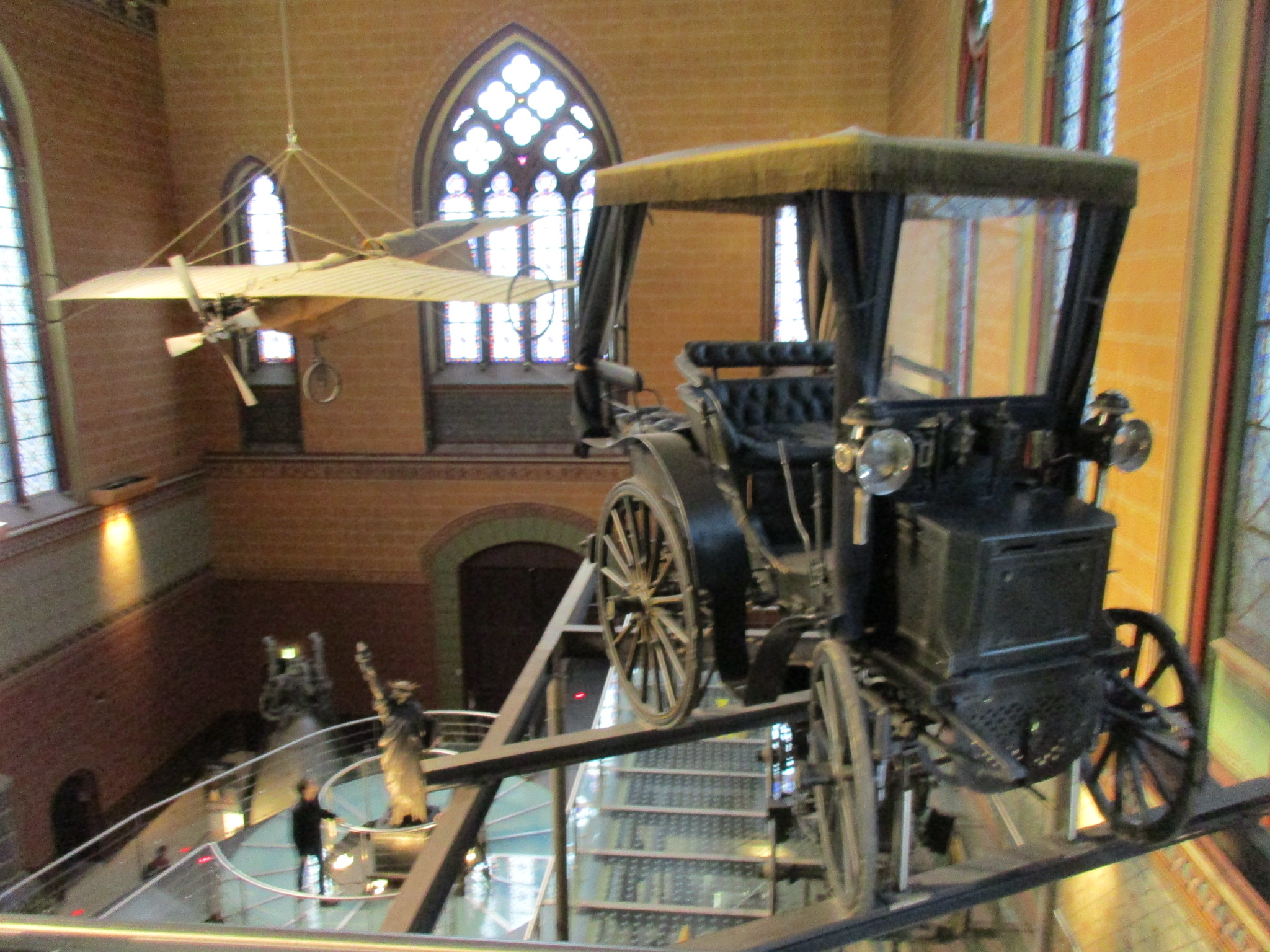
Panhard & Levassor P2D d'Emanuel Buxtorf, 1896.
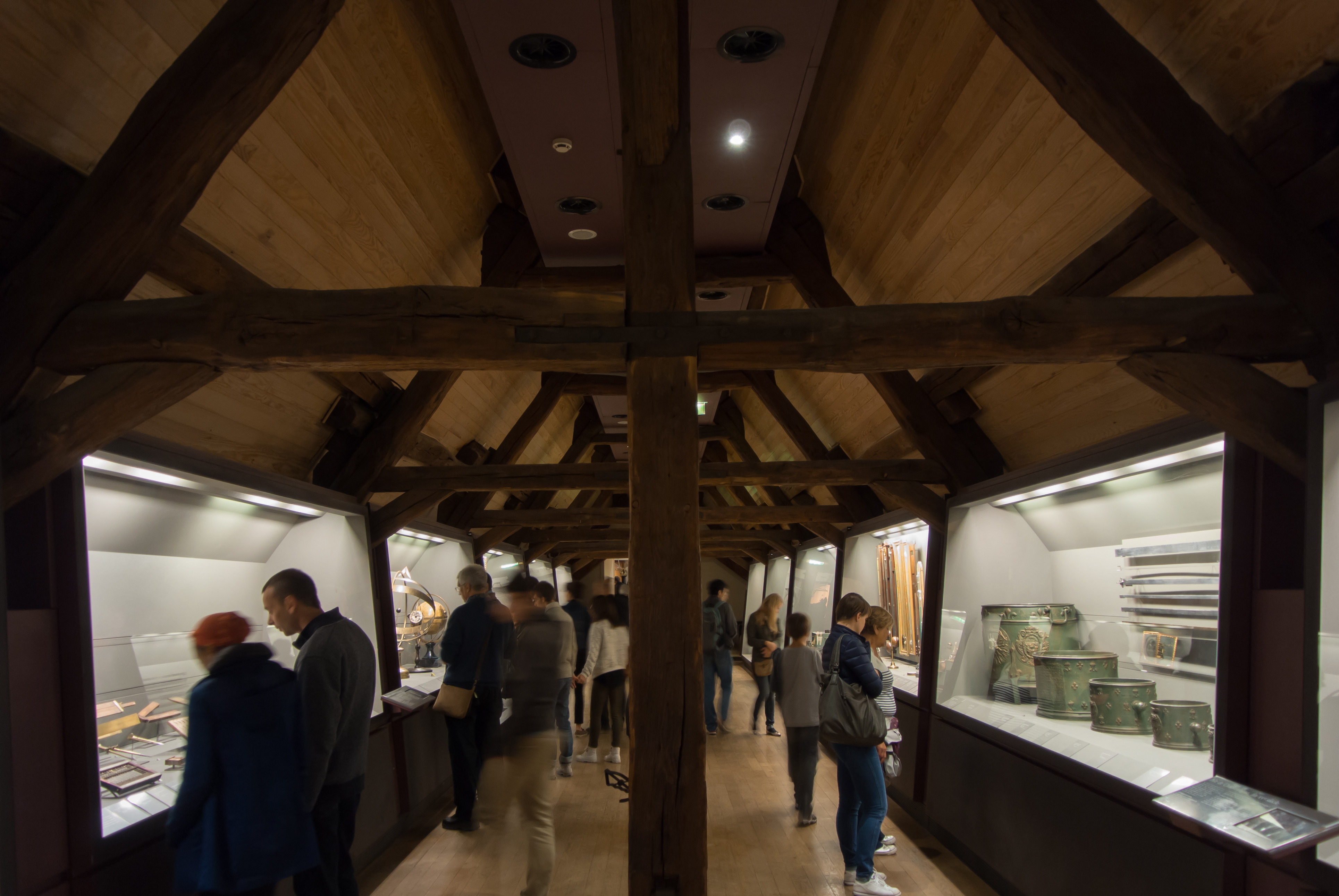
Galerie des Instruments scientifiques.

Les galeries du musée ouvrent leurs portes en mai 1802. Conformément à l’idée de l'abbé Grégoire, des démonstrateurs expliquent aux visiteurs le fonctionnement des machines. La collection va régulièrement s’enrichir, entre autres par le biais des expositions nationales des produits de l’industrie ou encore des expositions universelles, où le Conservatoire est généralement présent. La création d’un laboratoire expérimental de mécanique, au milieu des années 1850, l’installation d’une « salle des machines en mouvement » dans l’ancienne église prieurale et le développement de chaires d’enseignement technique donneront à l’institution l’occasion d’élargir le champ de ses collections. Aux instruments de mesure, toujours plus précis, s’ajouteront des modèles illustrant les perfectionnements industriels (papeterie, textile, arts du feu, génie civil, imprimerie, photographie, cinématographe, télégraphie, radiodiffusion, électricité, chemins de fer, aéronautique…). L’institution héberge, au début du XXe siècle, un musée de la prévention des risques au travail ainsi que l’Office national de la propriété industrielle, à l’origine de l’INPI. Transformé en « Musée national des techniques », à la fin des années 1950, sous l’impulsion de l’historien des techniques Maurice Daumas, le musée des Arts et Métiers illustre par l’objet tous les bouleversements industriels des XIXe et XXe siècles. Tombé dans une certaine indifférence, le musée fait l’objet d’une profonde rénovation entre 1992 et 2000 pendant laquelle sera initié un immense chantier des collections (reprise de l’inventaire et étude des œuvres) alors que les bâtiments sont restaurés et réaménagés par Andrea Bruno et Luciano Pia. Les anciennes réserves, situées dans les combles du musée, sont installées dans un bâtiment moderne de François Deslaugiers, à Saint-Denis.

## Exposition
L’exposition permanente du musée des Arts et Métiers est organisée en sept collections thématiques elles-mêmes subdivisées en quatre périodes chronologiques (avant 1750, 1750-1850, 1850-1950, après 1950) : instruments scientifiques, matériaux, construction, communication, énergie, mécanique et transports. Des présentations complémentaires insistent sur des points particuliers : le laboratoire de Lavoisier, le théâtre des automates, les maquettes d’enseignement de madame de Genlis. L’ancienne église présente, entre autres, l’expérience de la rotation de la Terre à l’aide du Pendule de Foucault.
Les instruments scientifiques sont représentés par les collections des cabinets de physique de Jacques Charles ou de l’abbé Nollet auxquelles viennent s’ajouter le laboratoire d’Antoine Laurent de Lavoisier, les machines à calculer de Blaise Pascal, les horloges de précision de Ferdinand Berthoud, les instruments utilisés par Léon Foucault pour mesurer la vitesse de la lumière, le cyclotron de Frédéric Joliot-Curie au Collège de France ou encore plusieurs objets illustrant les progrès de la robotique.

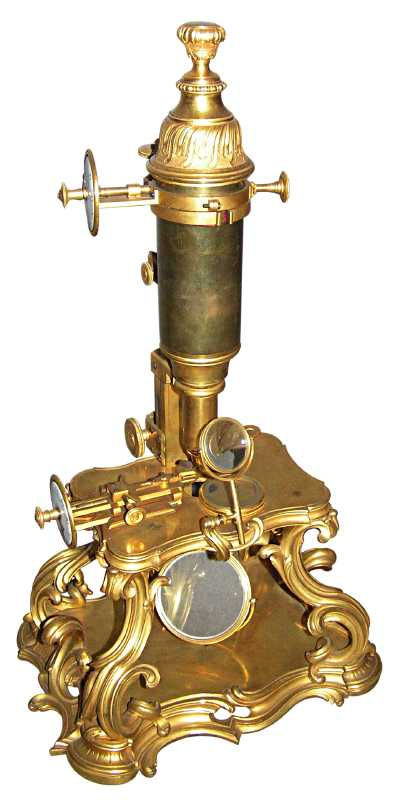
Microscope du duc de Chaulnes.
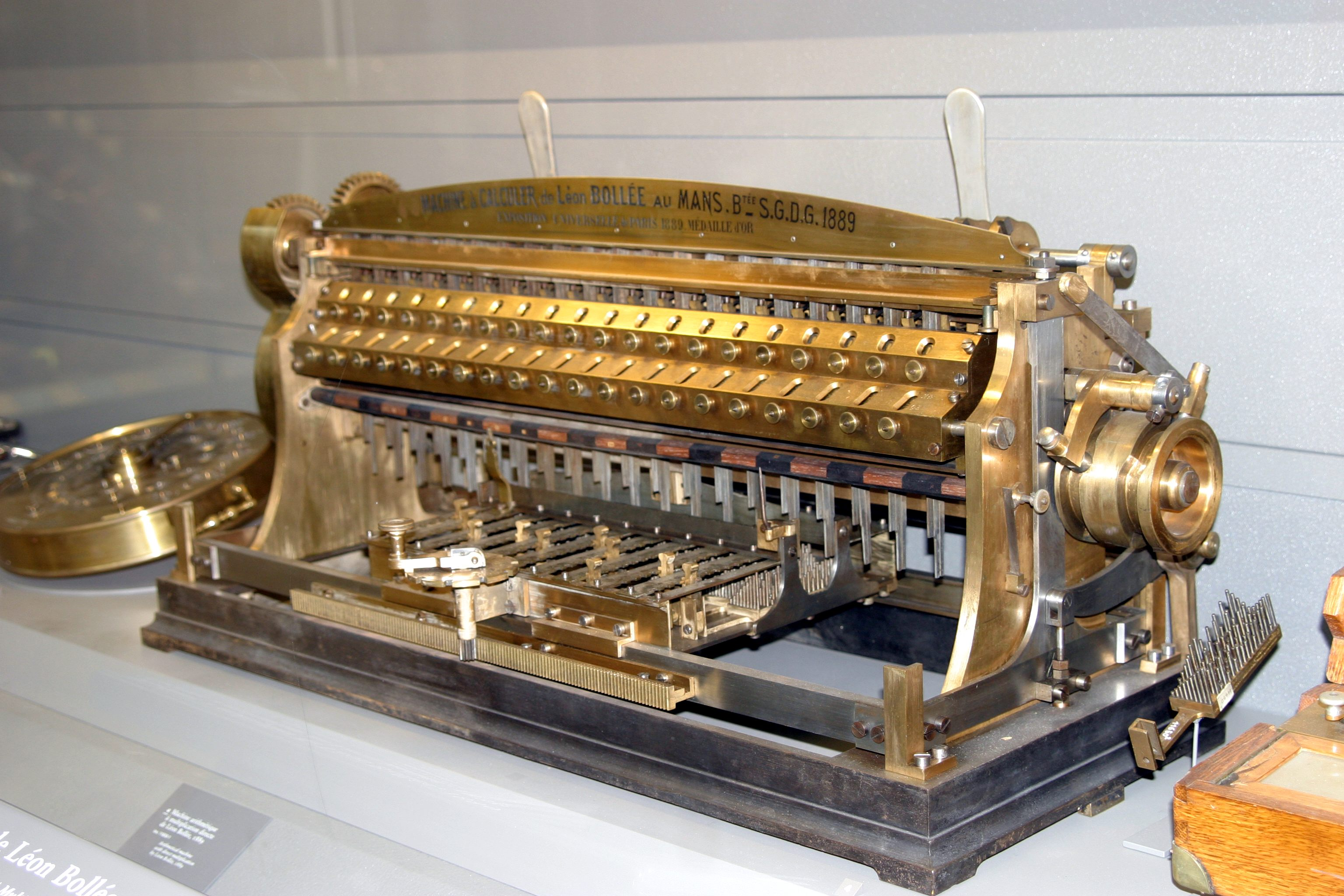
Calculateur de Léon Bollée.
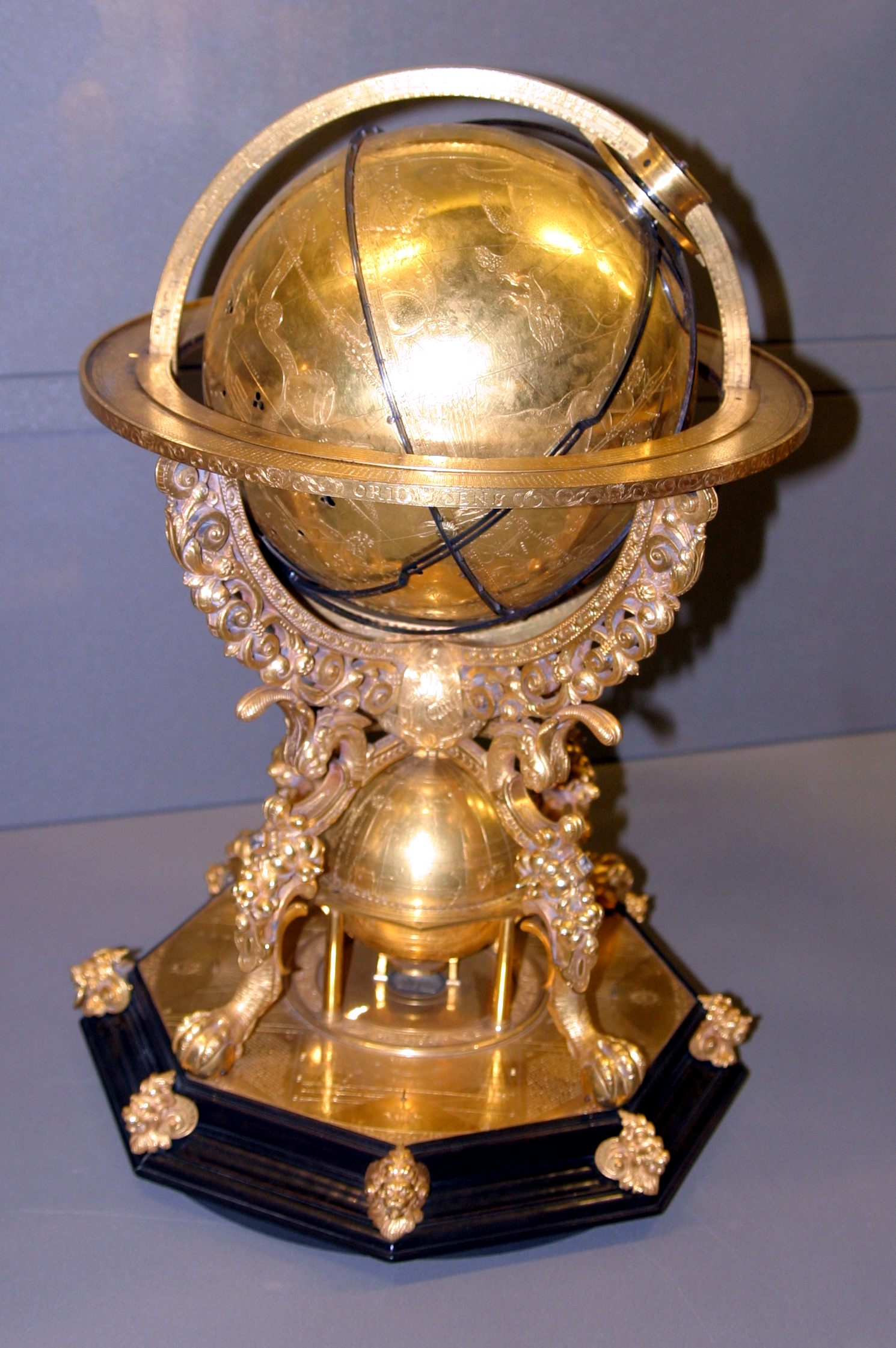
Sphère céleste de Jost Bürgi.
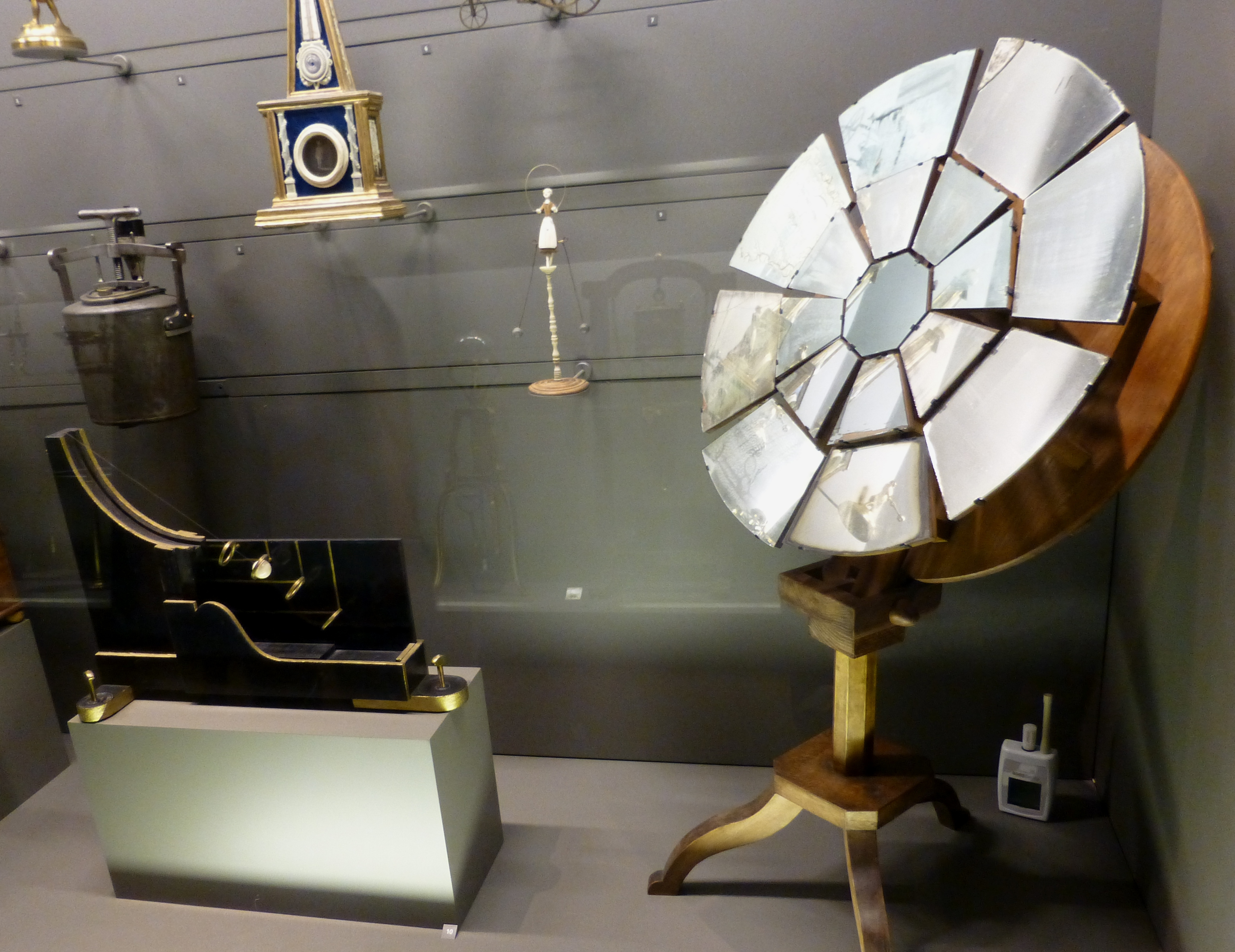
Miroir parabolique.
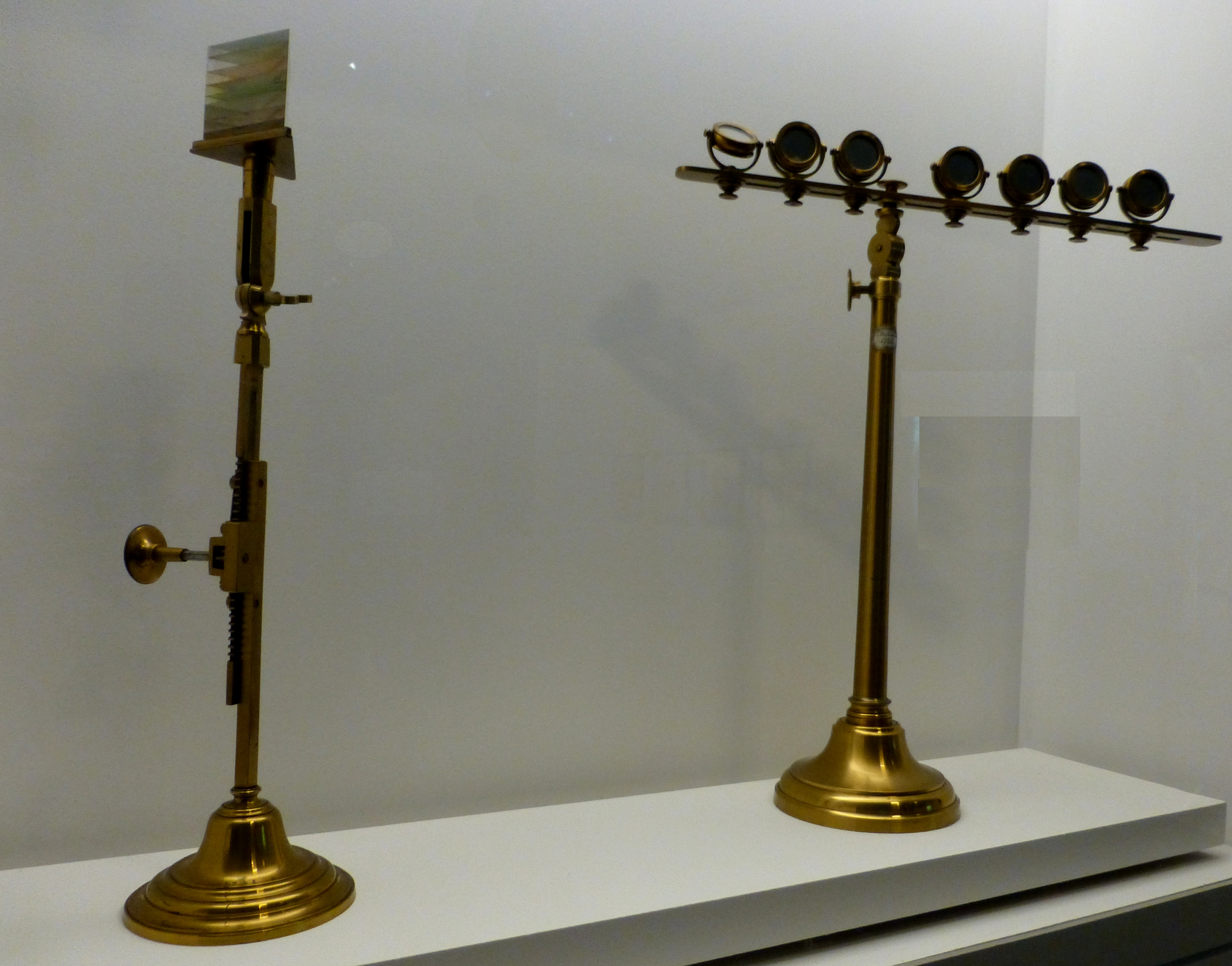
Spectrographe de Newton.
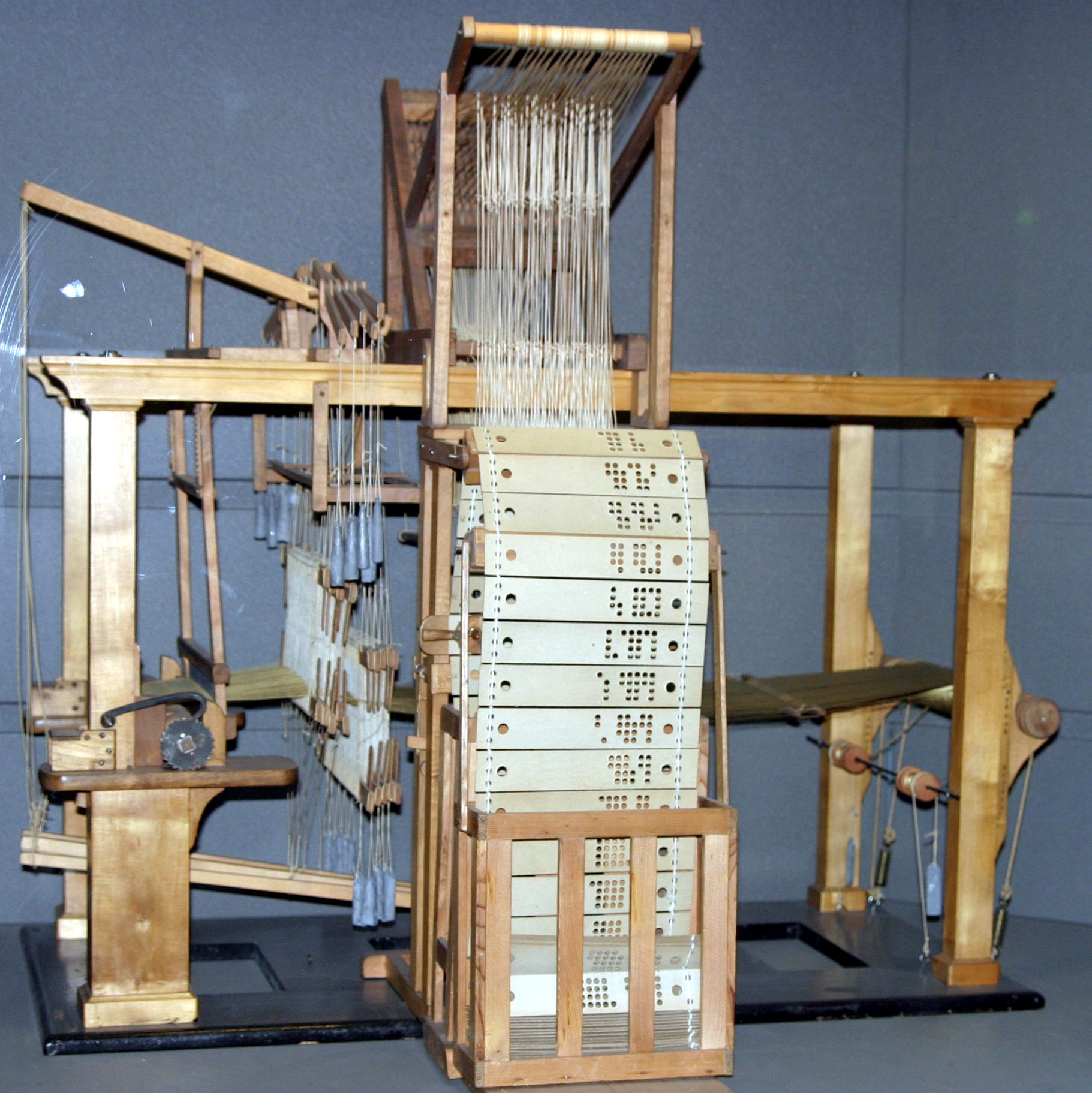
Maquette de la machine de Jacquard.

Les techniques de construction et de fabrication des matériaux sont représentés par la fabrication des textiles, de Vaucanson à la mécanisation de la fin du XIXe siècle en passant par Jacquard, les arts du feu (verreries d’Émile Gallé et céramiques de la Manufacture de Sèvres et des verreries de Murano), le développement de la métallurgie, la mise au point de procédés de production à grande échelle (comme la galvanoplastie), l’élaboration de matériaux synthétiques… Les éléments mécaniques et d'automatisme sont présentés dans des vitrines du XIXe siècle. Côté construction, on retrouve les outils (charpentier, maçon, tailleur de pierre) et les maquettes d’architecture (charpentes en bois, fermes métalliques, immeubles civils, ponts)… L'évolution de l’énergie est présentée par la machine de Marly, la machine de Watt, la pile de Volta et les premiers moteurs thermiques, le Diesel et le nucléaire.

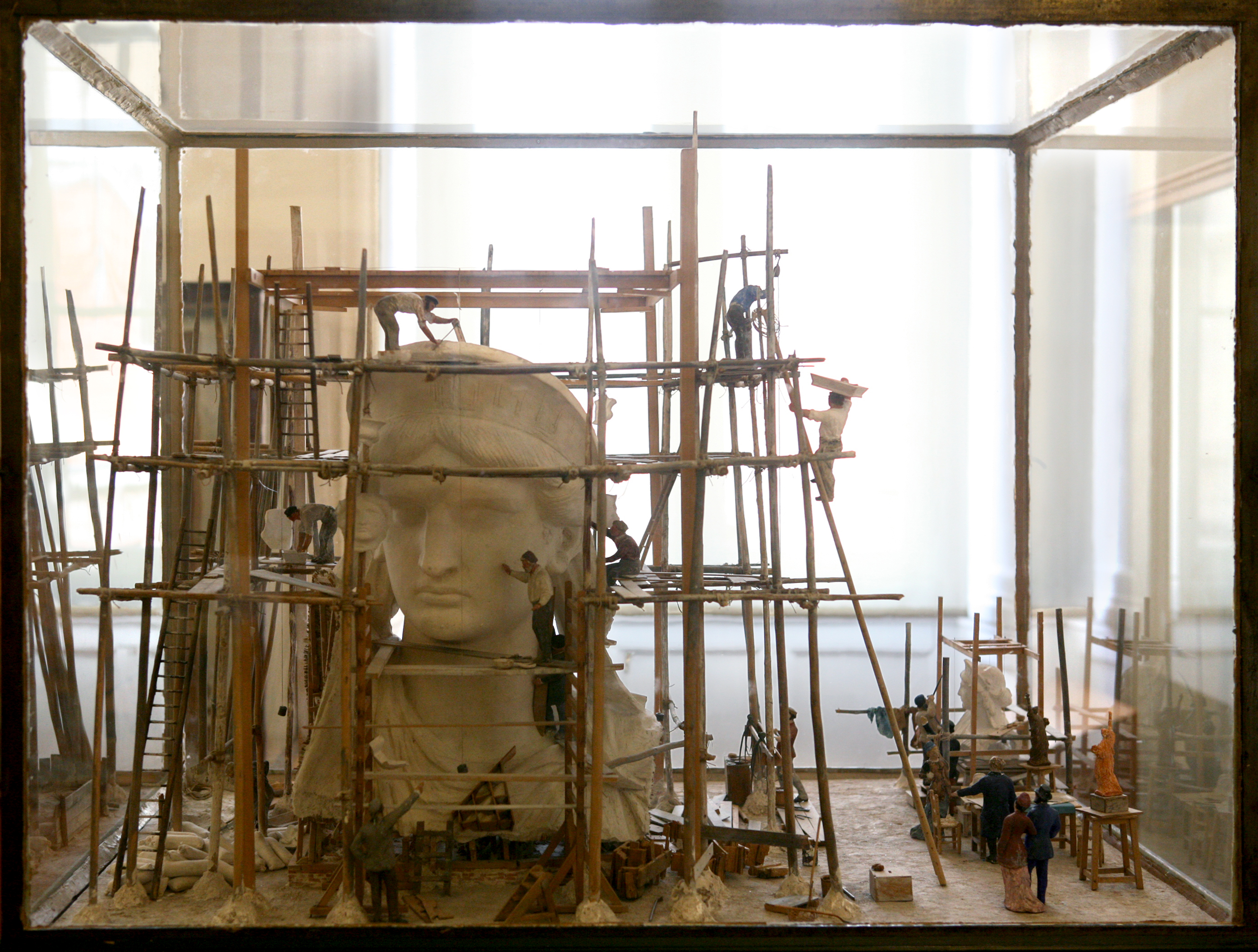
Modèle de l'atelier sur une maquette en plâtre de la statue de la Liberté.
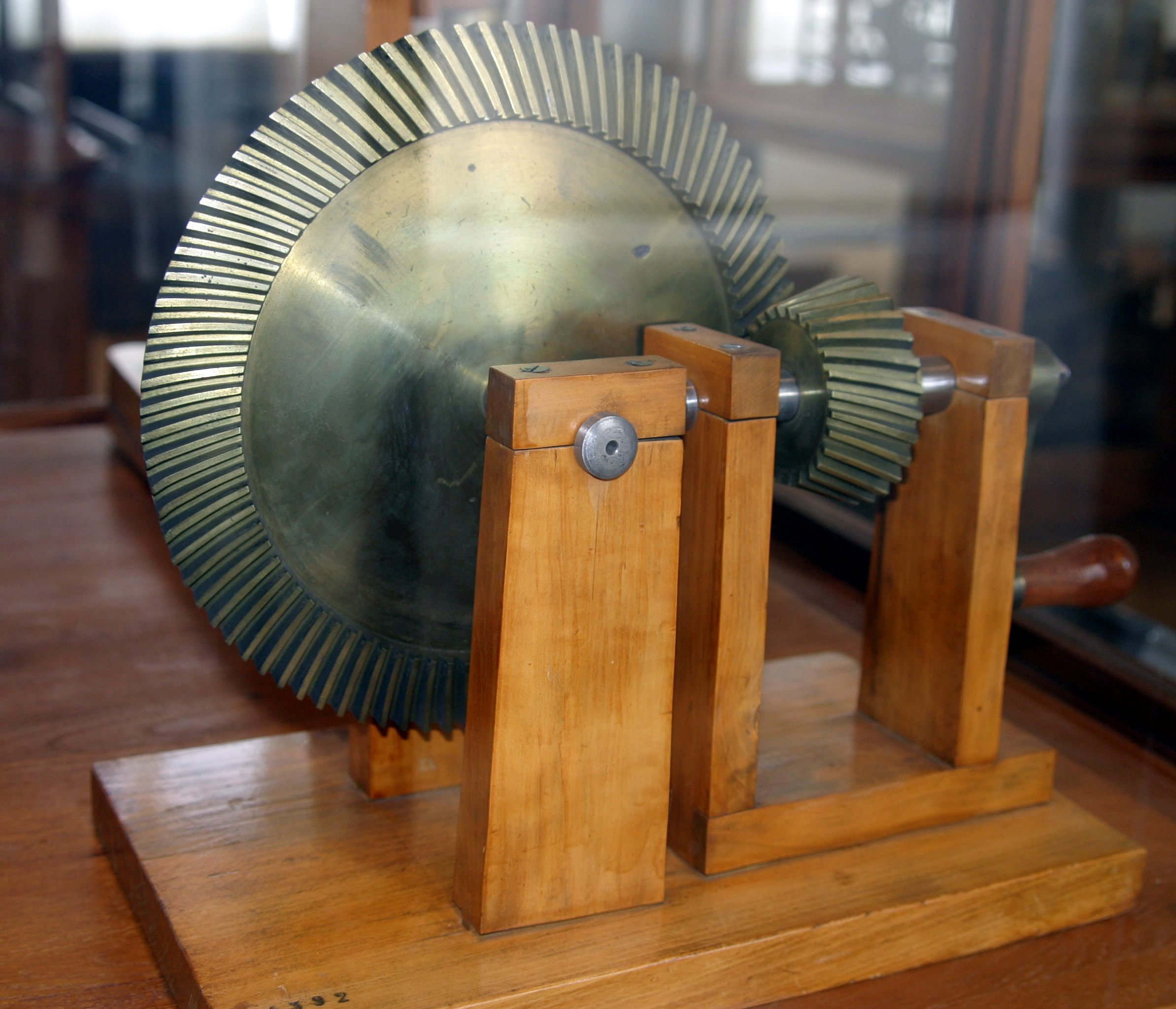
Modèle d'engrenage.
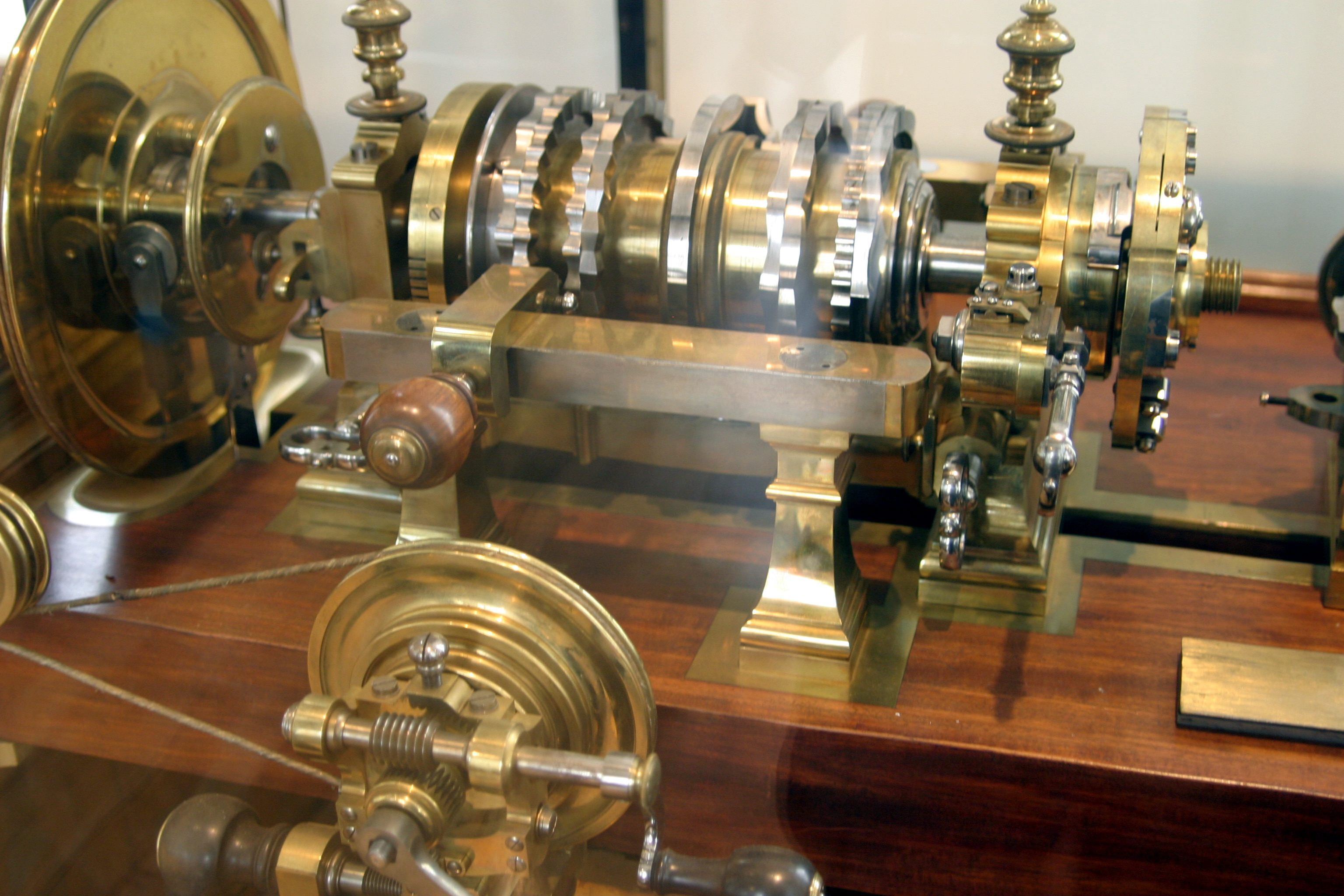
Tour à guillocher de Louis XVI.
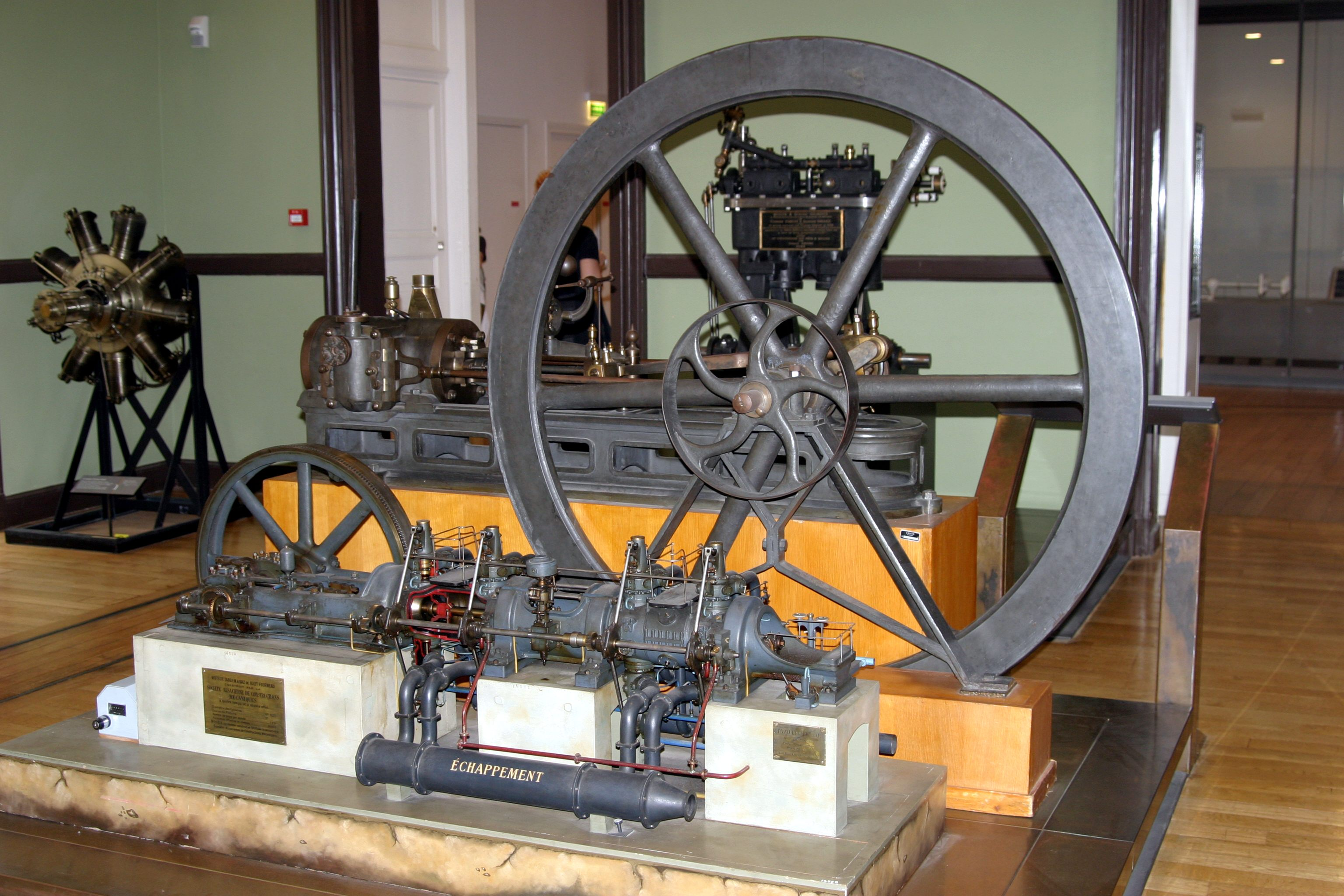
Moteur à gaz Lenoir, d'Étienne Lenoir, 1860.
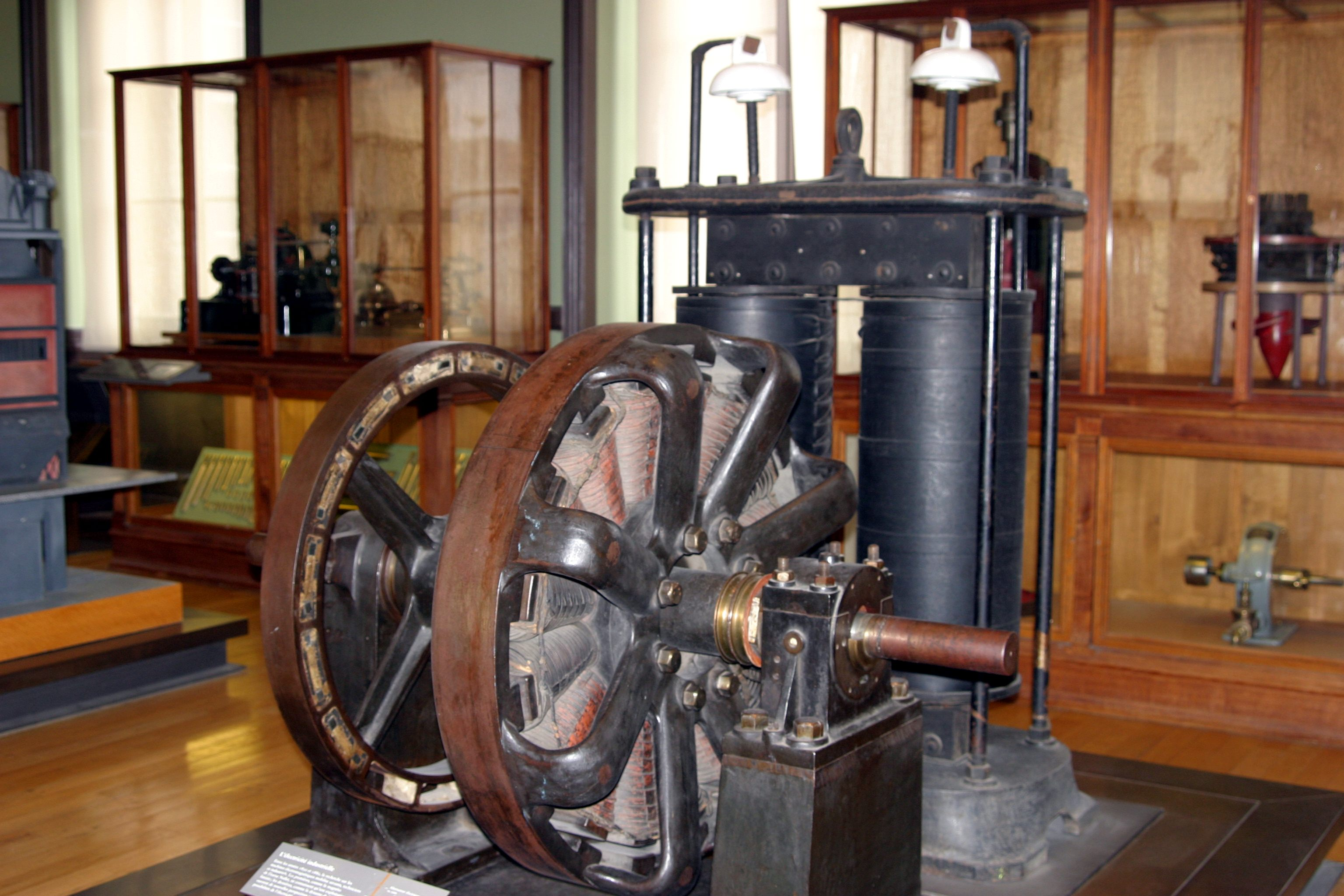
Turbine hydro-électrique.

L'évolution des transports et communications est exposée avec des véhicules allant du fardier de Joseph Cugnot jusqu’à la Ford T, de la locomotive de Stephenson au TGV, mais aussi avec la presse à bras et les satellites, avec le développement de l’imprimerie de masse, la radiodiffusion et la télévision, la photographie et le cinématographe, la téléphonie mobile ou encore Internet.

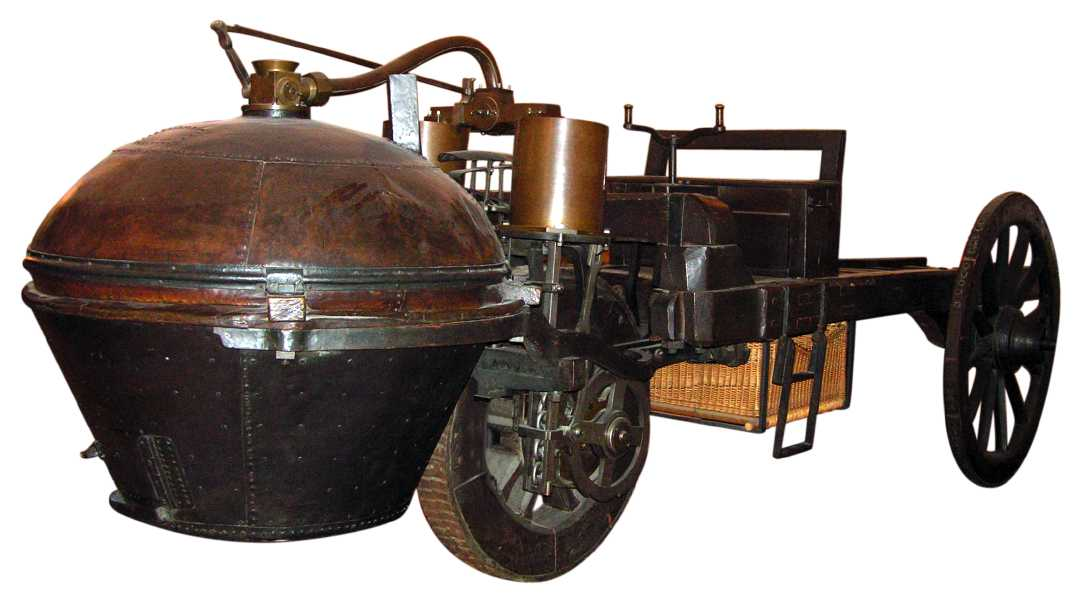
Fardier de Cugnot, 1771.
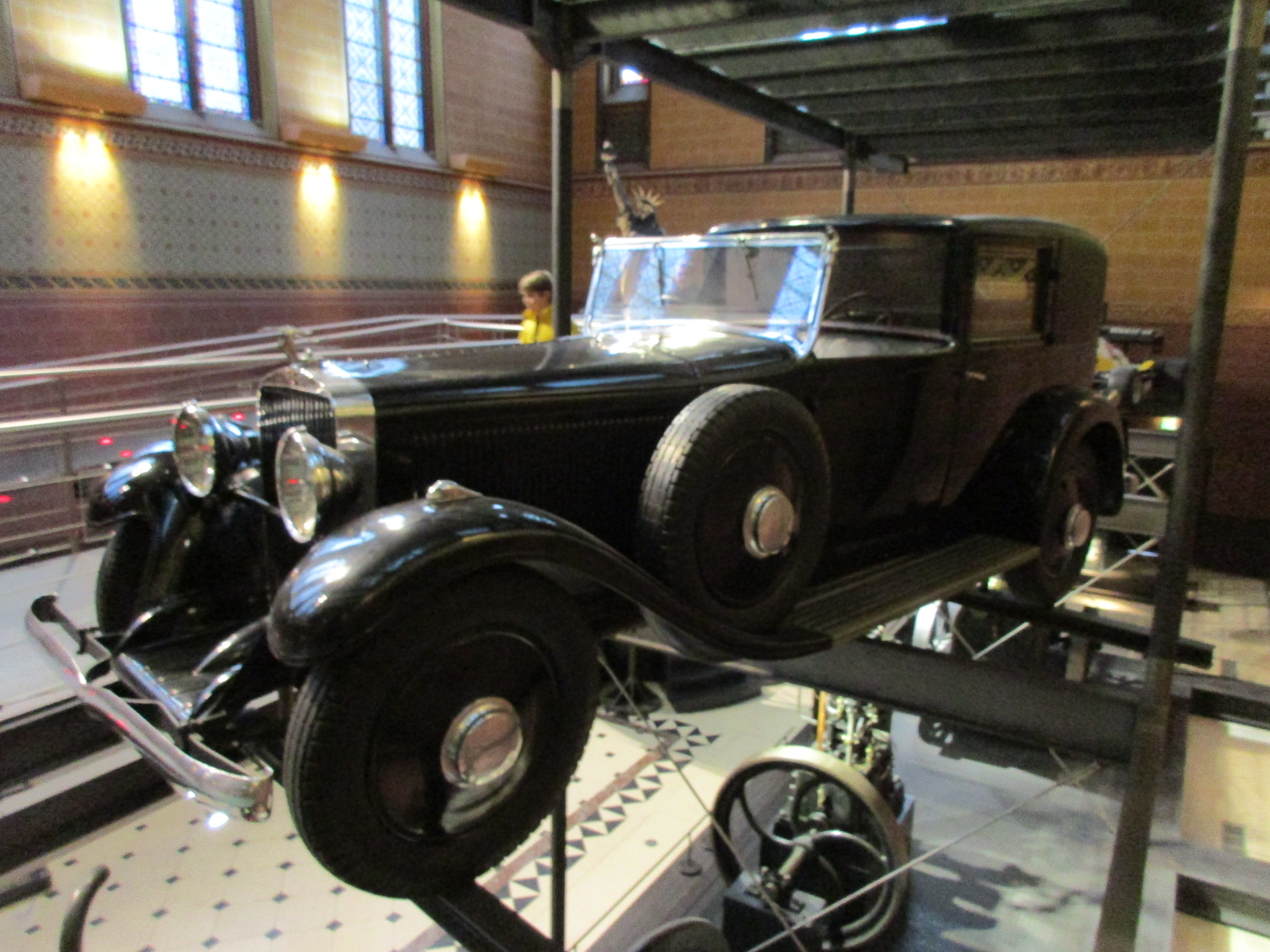
Hispano-Suiza K6 de 1935.
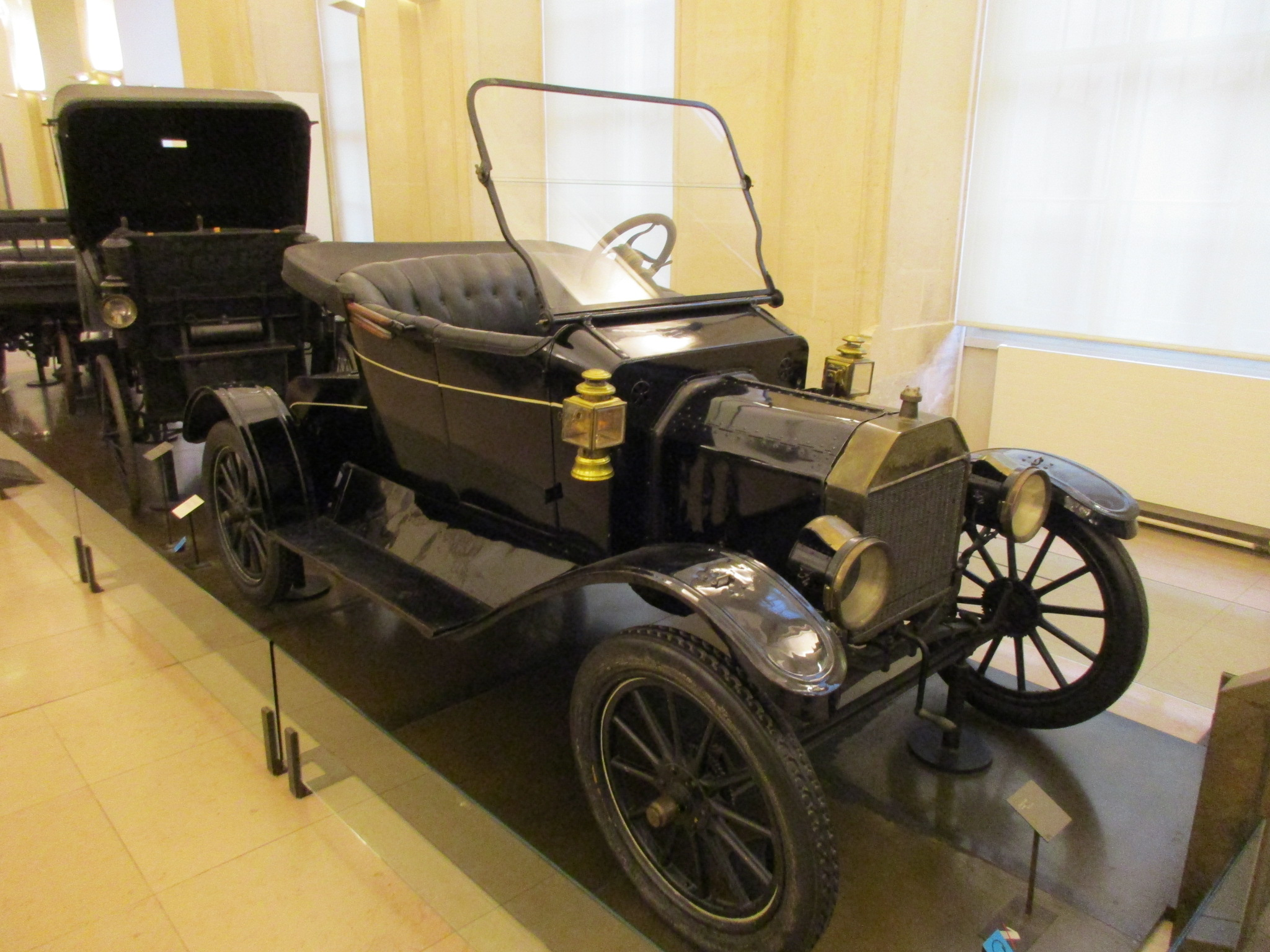
Ford T, 1908.
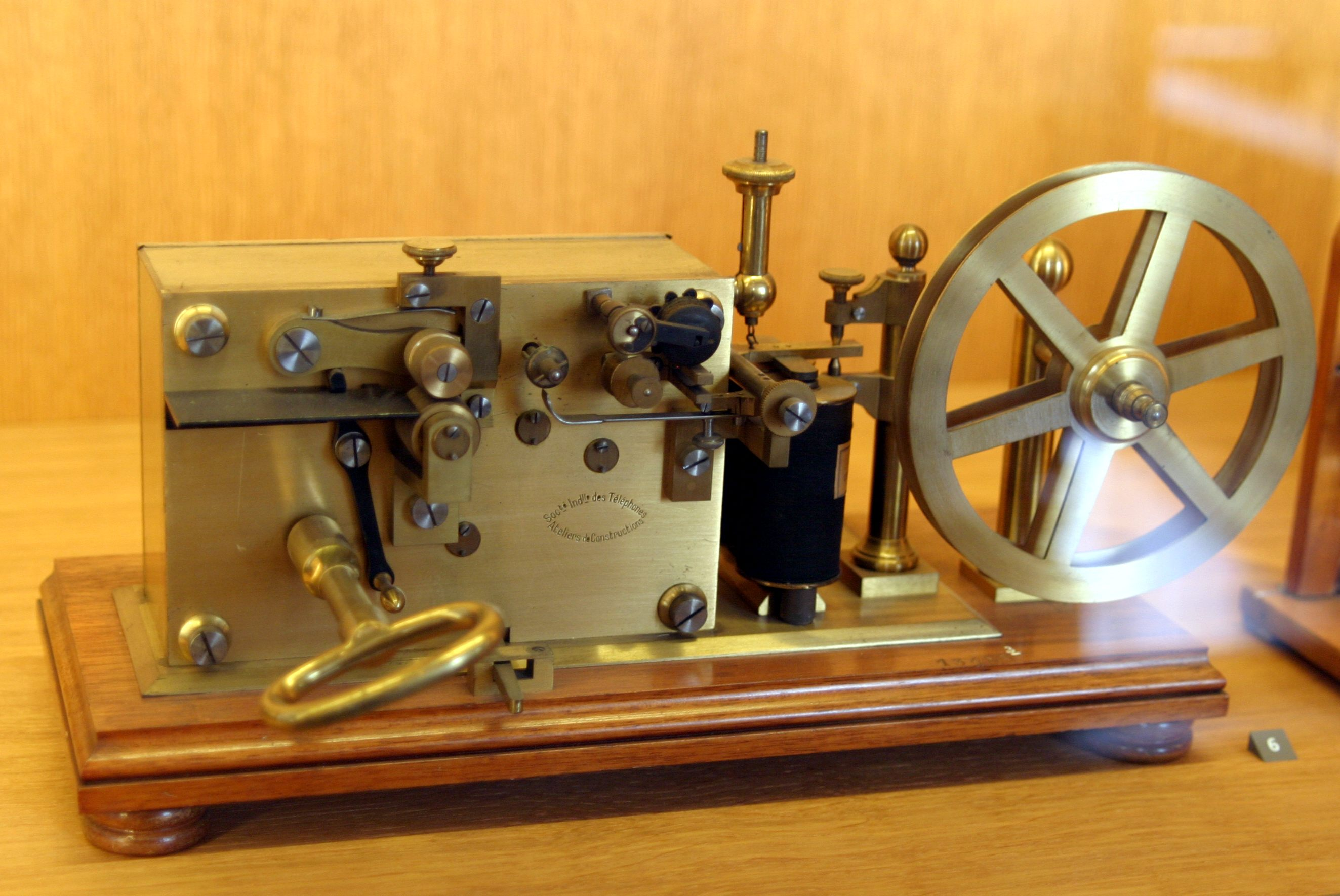
Télégraphe Breguet.
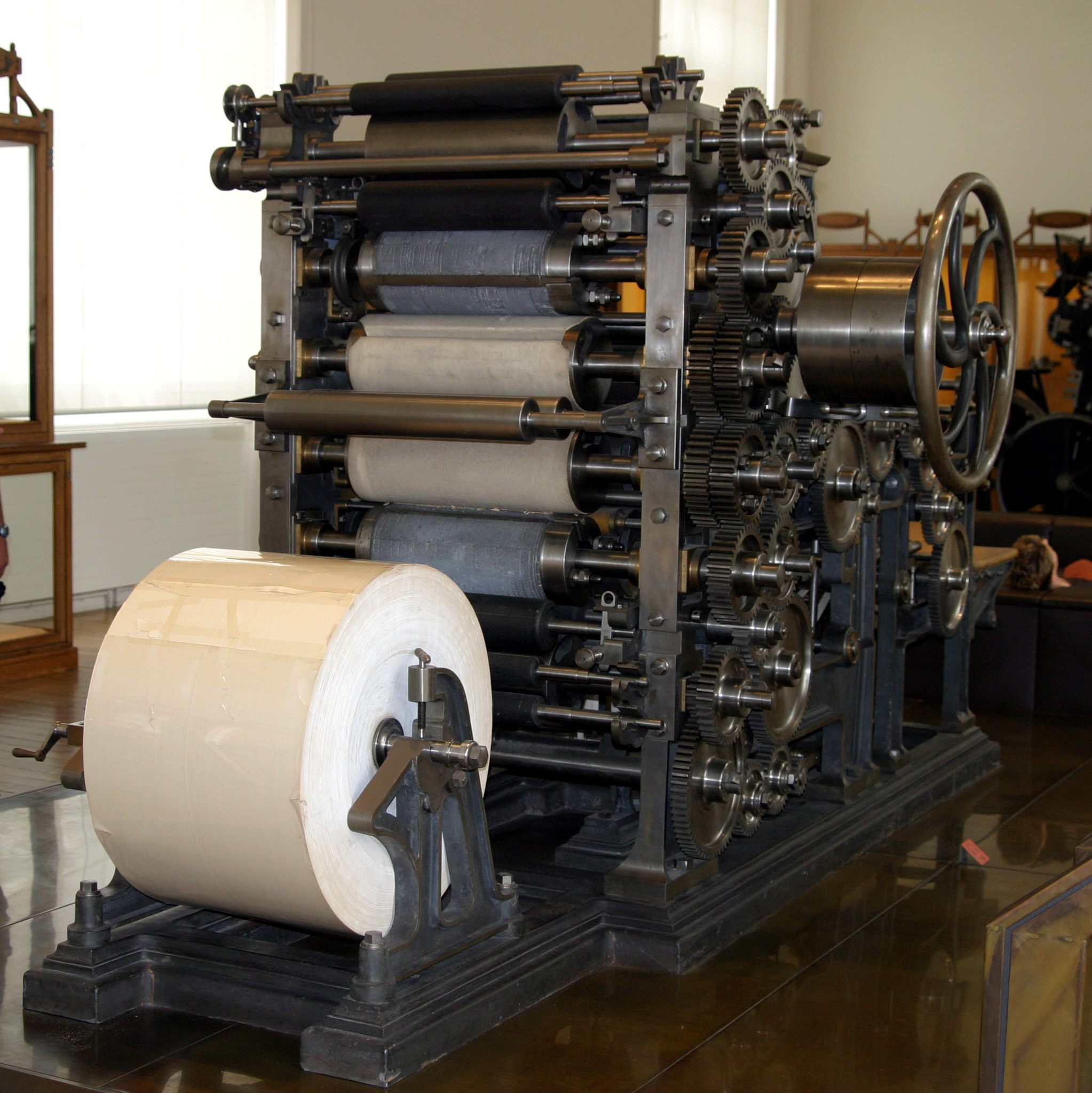
Presse rotative Marinoni.

Dans l'ancienne église de Saint-Martin-des-Champs sont présentés les objets de plus grand volume : le pendule de Foucault, les avions de Blériot et de Breguet ou encore la machine à vapeur de Scott.

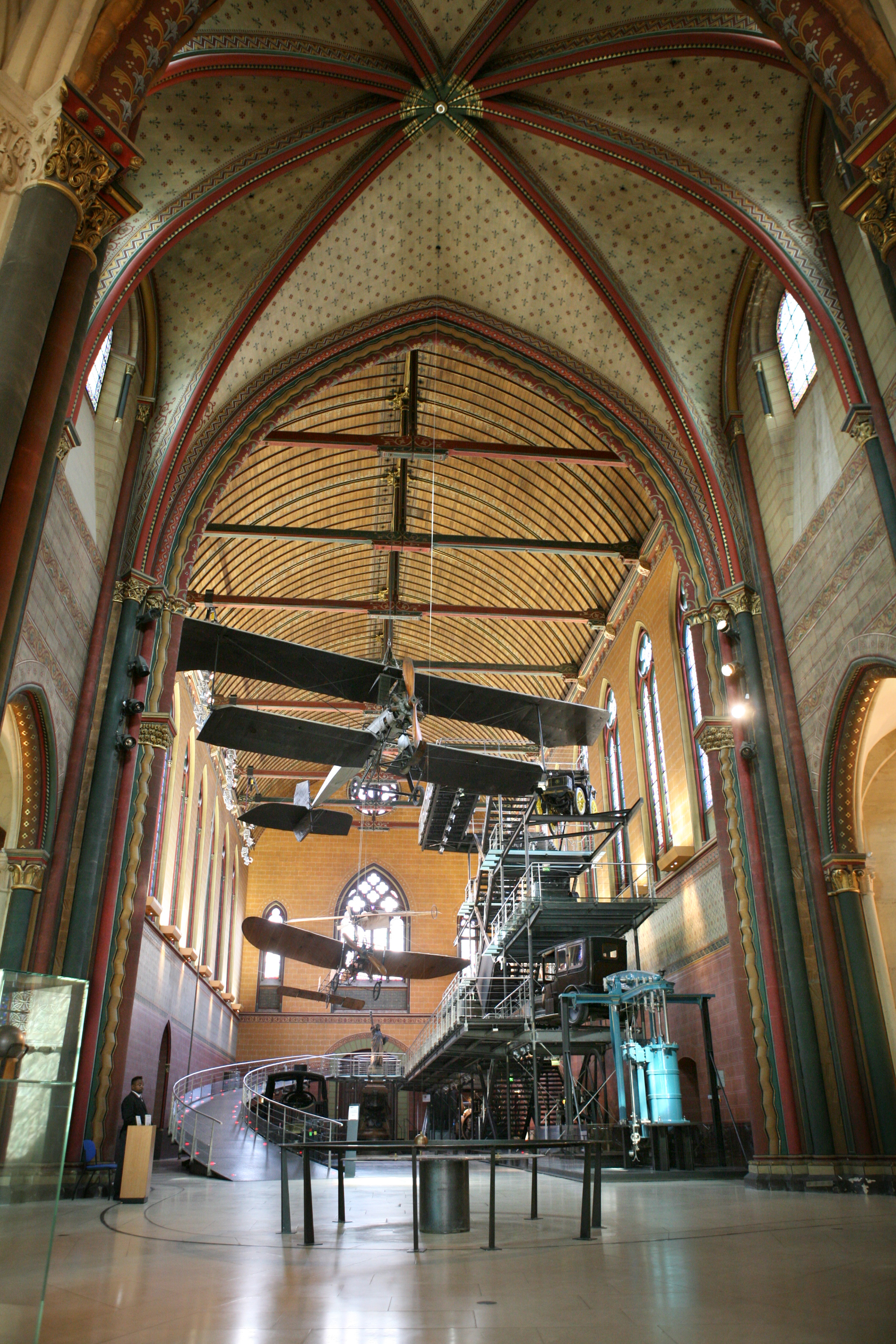
Église du Prieuré Saint-Martin-des-Champs.
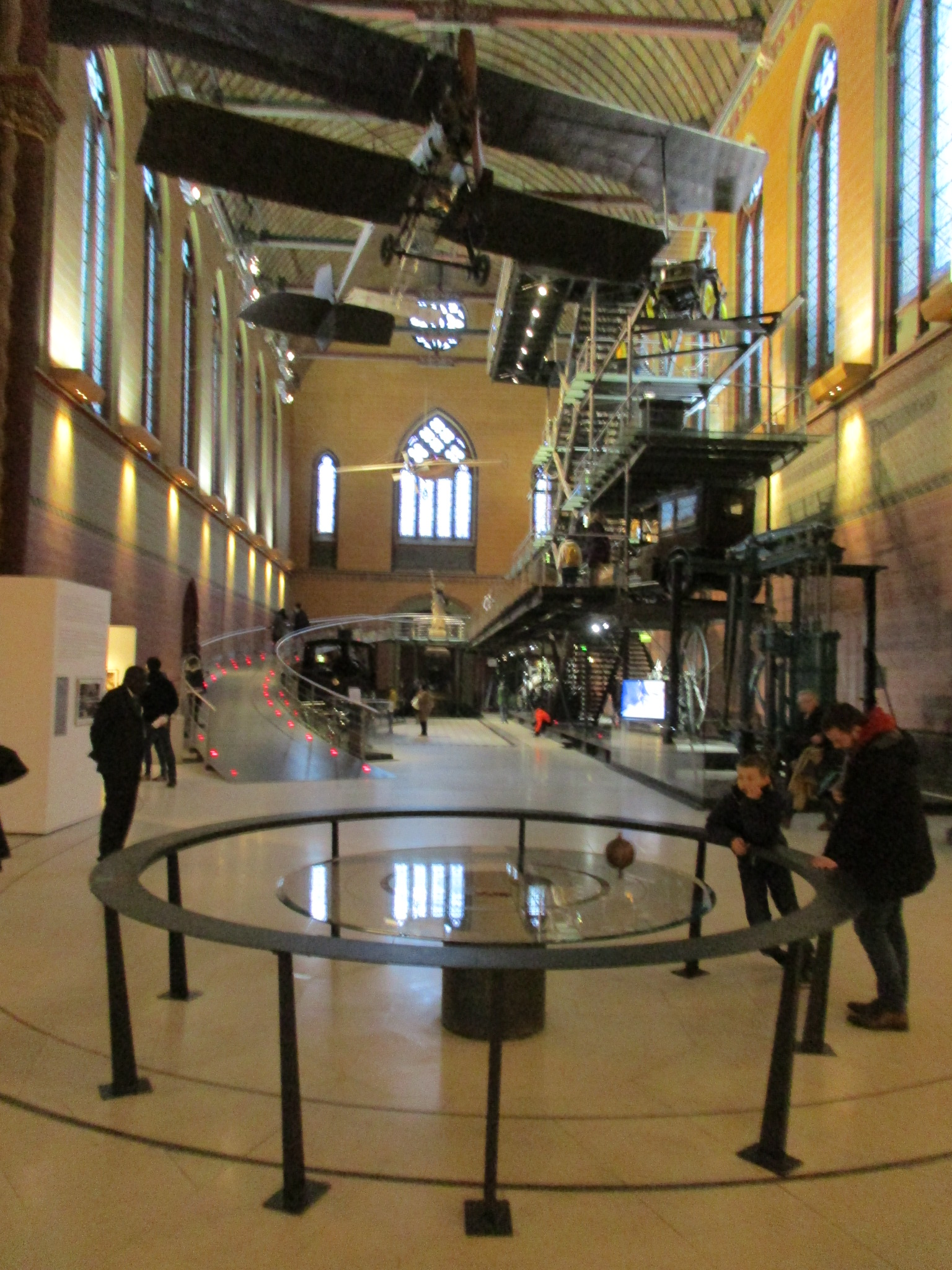
Pendule de Foucault.
Ader Avion III, de Clément Ader, 1891.
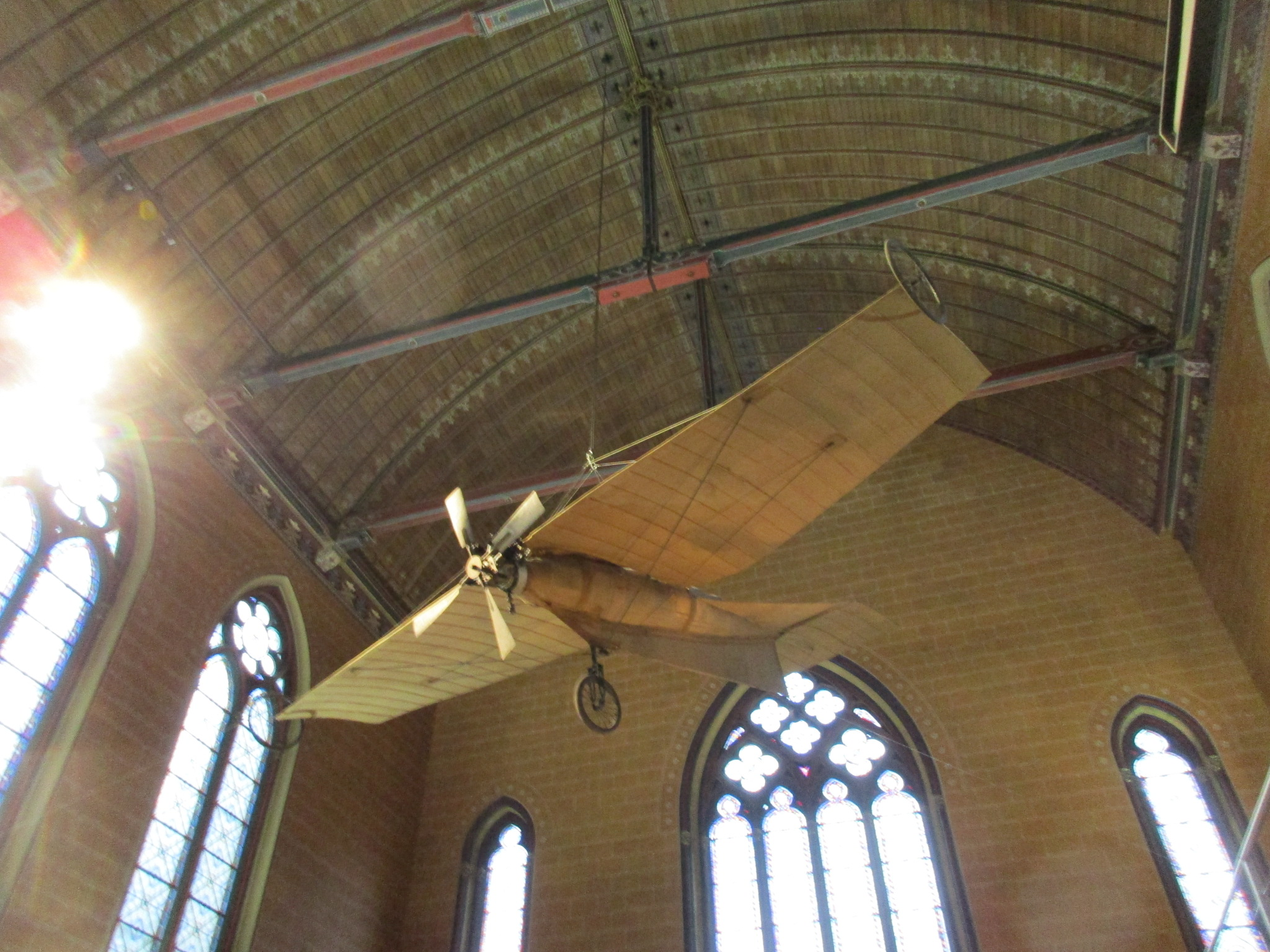
Esnault-Pelterie REP1, de Robert Esnault-Pelterie, 1906.
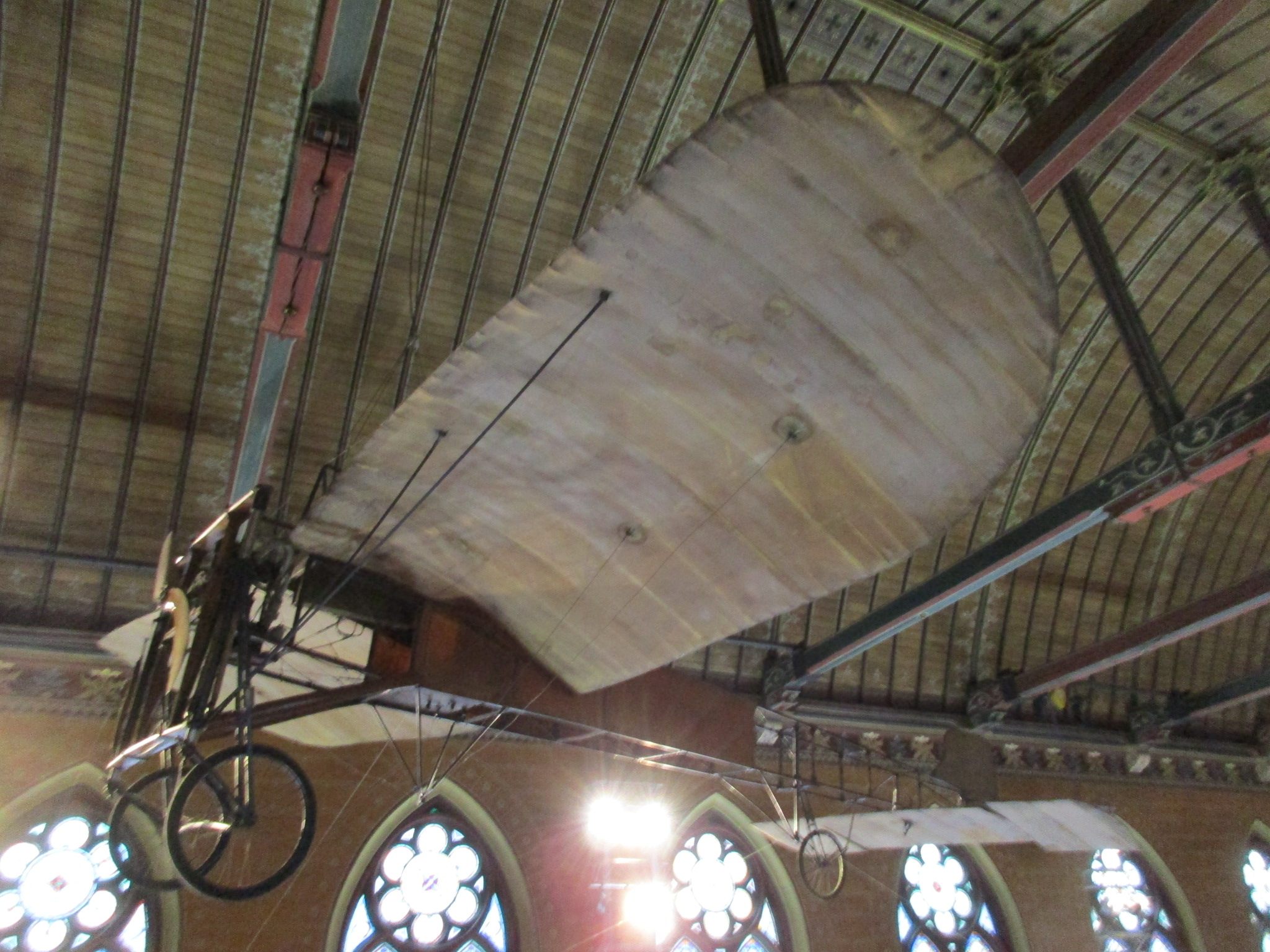
Blériot XI, de la traversée de la Manche par Louis Blériot, 1909.
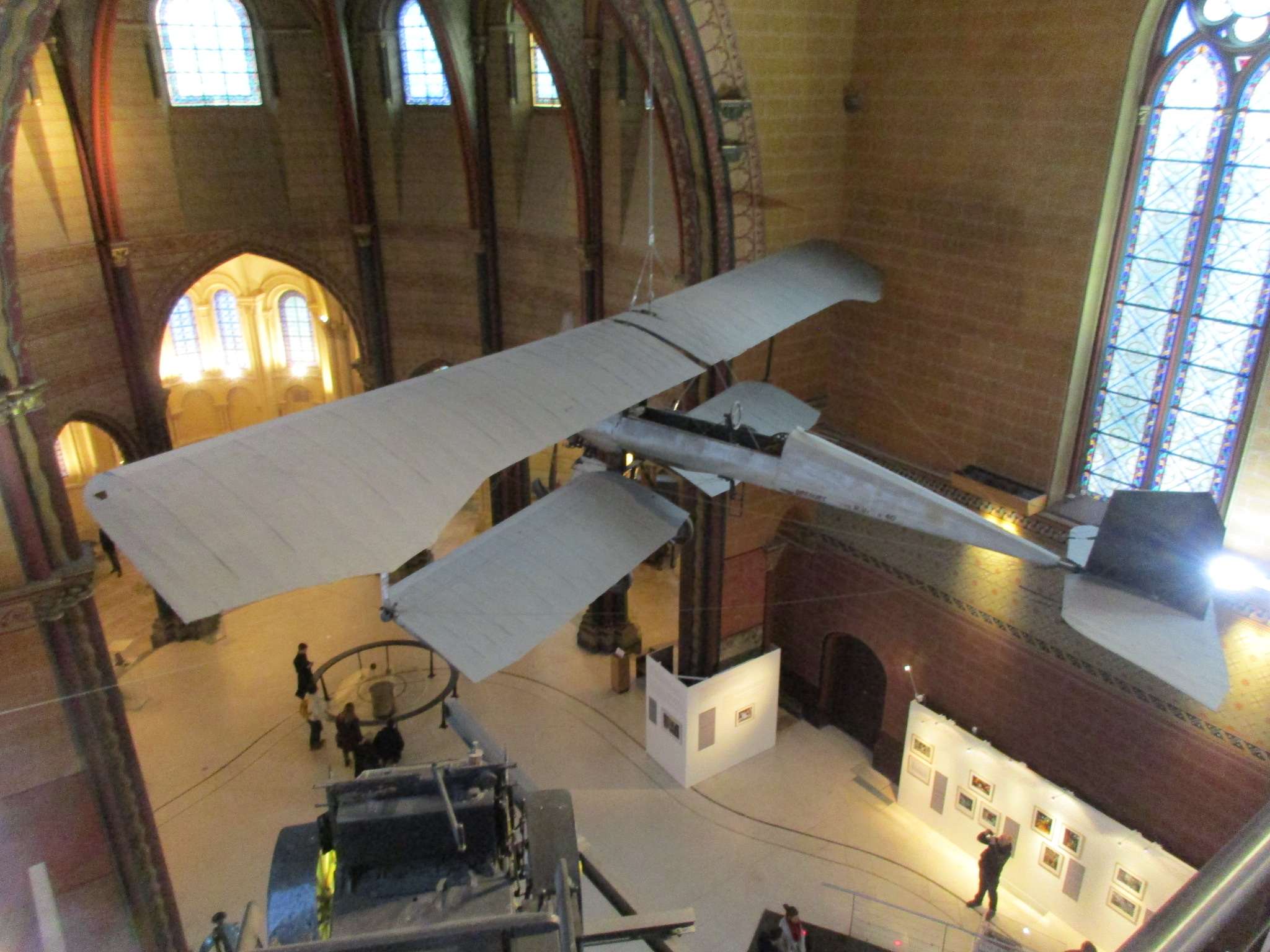
Breguet Type IV, de Louis Charles Breguet, 1911.

Entre 2010 et 2021, le modèle réduit de la statue de la Liberté de Bartholdi est exposé dans le square du Général-Morin, parvis du musée, puis envoyée une décennie aux États-Unis pour renforcer l’amitié franco-américaine.

## Expositions temporaires

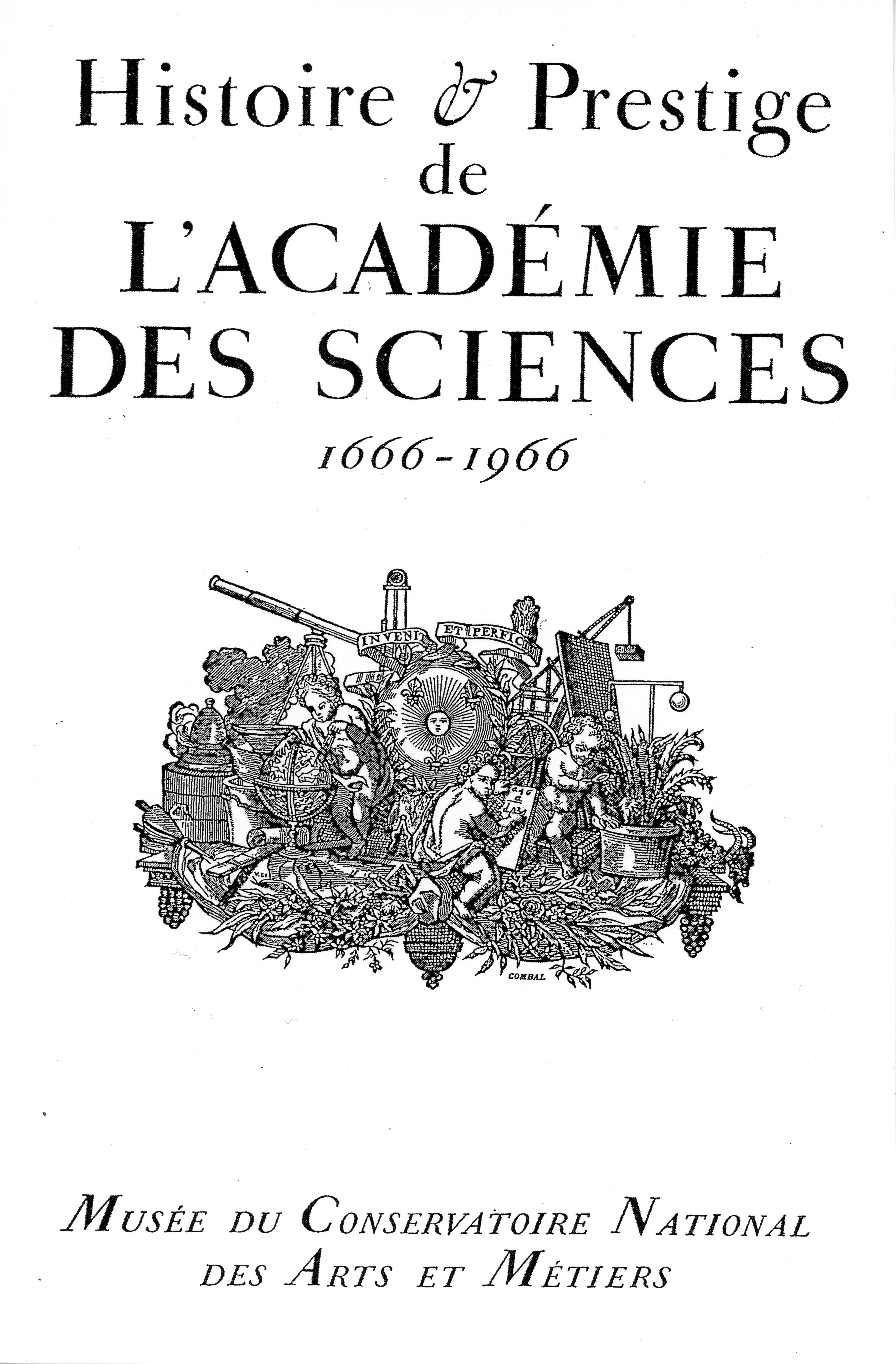
Tricentenaire de l'Académie des Sciences (1666-1966) au musée du Conservatoire National des Arts et Métiers.

Les expositions temporaires s’intéressent à des sujets scientifiques et techniques, en lien avec les collections du musée, en offrant parfois un regard alternatif.
- 2000 :  Mesurer l'atmosphère

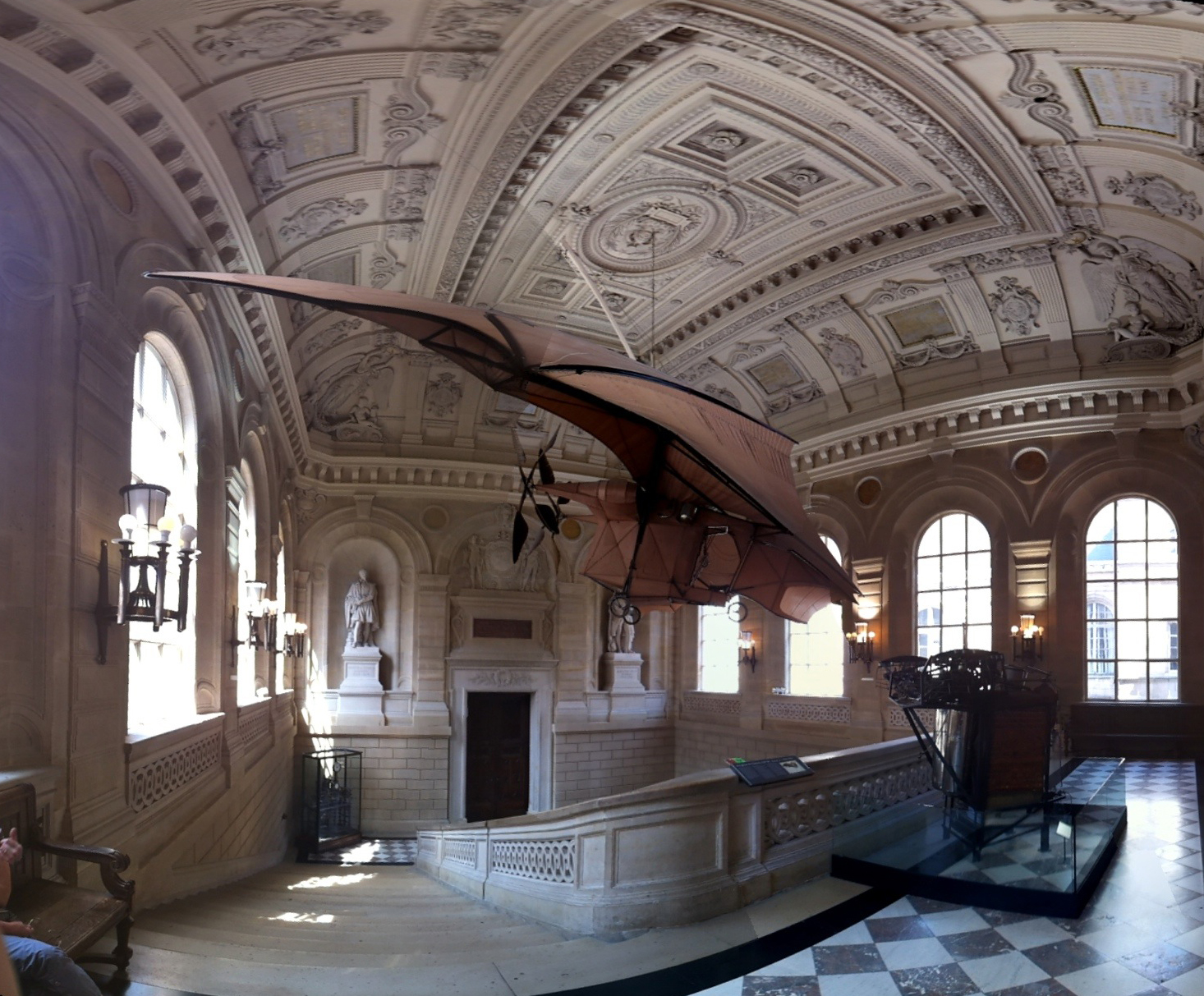
Ader Avion III, de Clément Ader, 1897, exposé dans l'escalier d'honneur du musée des arts et métiers.

- 2001 : Volt(a), de l’étincelle à la pile
- 2003 :  La Boussole et l’orchidée
- 2004 : Bartholdi, les bâtisseurs de la liberté
- 2005 : Doisneau chez les Joliot-Curie
- 2006 :  Bétons, étonnez-vous !
- 2007 : Benjamin Franklin, homme du monde, homme de science
- 2008 : Alain Germain, entre costumes et machines
- 2008 :  Atmosphère. Le climat révélé par les glaces
- 2009 :  Du cœur à l’ouvrage
- 2009 :  Le travail révélé
- 2009 :  L’avion de l’exploit
- 2009 :  Toujours plus vite ! Les défis du rail
- 2010 :  MuseoGames - Une histoire à rejouer
- 2011 :  Métro... Ticket pour une expo
- 2012 :  Radio : ouvrez grand vos oreilles !
- 2012 :  Et l'Homme... créa le robot
- 2013 :  Mécanhumanimal, Enki Bilal au Musée des arts et métiers
- 2014 :  Culture TV. Saga de la télévision française
- 2015 :  Invention/Design. Regards croisés
- 2016 :  Laboratoires de l'art
- 2016 : Claude Shannon, le magicien des codes (en partenariat avec l'Institut Henri-Poincaré)
- 2016 :  Machines à dessiner
- 2017 :  Les Meilleurs Ouvriers de France
- 2018 :  Sur mesure, les 7 unités du monde
- 2019 :  ScientiFiction, Blake et Mortimer au musée des Arts et Métiers
- 2020 :  Top modèles. Une leçon princière au XVIIIe siècle
- 2022-2023 : Permis de conduire ?[14]

## Documentation scientifique et technique

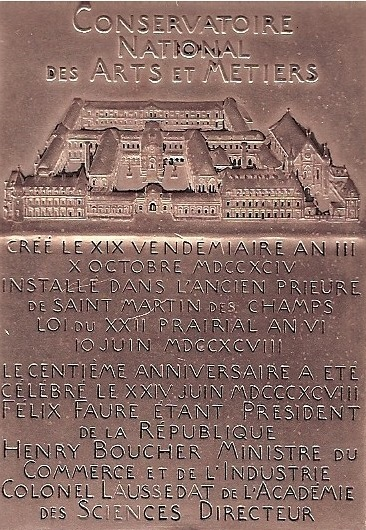
Médaille du Conservatoire national des arts et métiers, Monnaie de Paris.

Le musée des Arts et Métiers dispose d'un centre de documentation de référence sur l'histoire des sciences et des techniques, proposant un fonds d'environ 10 000 monographies et 150 abonnements à des périodiques spécialisés. Des collections de catalogues de constructeurs y sont également conservés, formant un fonds original en partie numérisé et accessible via le Conservatoire numérique des arts et métiers.

## Photothèque
La photothèque du musée des Arts et Métiers conserve, gère et diffuse un fonds photographique de référence en histoire des sciences et des techniques. Constitué et enrichi depuis le début du XXe siècle, ce fonds est la mémoire du développement des sciences et des techniques, du XVIe siècle à nos jours. Il est également le témoin photographique de l’histoire des lieux, des évènements et des manifestations scientifiques.
On peut découvrir dans la banque d’images les collections d’instruments scientifiques, de mécanique, matériaux, communication, construction, transports et les dessins du portefeuille industriel, ainsi que les lieux d’exposition, à l’exemple de l’église Saint-Martin-des-Champs, du théâtre des Automates, ou encore l’escalier d’honneur, écrin de l’avion de Clément Ader.

## Activités et visites
Le musée propose des visites générales et thématiques, accessibles aux visiteurs individuels ou en groupe, ainsi qu'aux scolaires. Des ateliers pédagogiques thématiques permettent également aux enfants d'appréhender les collections. Quatre cycles de conférences, pouvant prendre la forme de conférences magistrales ou de débats au sein du Café des techniques du musée, participent à la diffusion de l'information scientifique et technique.